# Liste des matchs de l'équipe du Japon de football par adversaire
Cette liste présente les matchs de l'équipe du Japon de football par adversaire rencontré. Lorsqu'une rivalité footballistique particulière existe entre le Japon et un autre pays, une page spécifique est parfois proposée.
- Haut – A
- B
- C
- D
- E
- F
- G
- H
- I
- J
- K
- L
- M
- N
- O
- P
- Q
- R
- S
- T
- U
- V
- W
- X
- Y
- Z

## A

### Afghanistan
Confrontations entre l'Afghanistan et le Japon :
| Date             | Lieu      | Match               | Score | Compétition                                                    |
| 9 mars 1951      | New Delhi | Japon - Afghanistan | 2-0   | Match amical                                                   |
| 8 septembre 2015 | Téhéran   | Afghanistan - Japon | 0-6   | Qualifications pour la Coupe du Monde 2018 (2e tour, Groupe E) |
| 24 mars 2016     | Saitama   | Japon - Afghanistan | 5-0   | Qualifications pour la Coupe du Monde 2018 (2e tour, Groupe E) |

Bilan
Total de matchs disputés : 3
- Victoires de l'équipe du Japon : 3
- Match nul : 0
- Victoires de l'équipe d'Afghanistan : 0

### Afrique du Sud
Confrontations entre l'Afrique du Sud et le Japon :
| Date             | Lieu           | Match                  | Score | Compétition  |
| 14 novembre 2009 | Port Elizabeth | Afrique du Sud - Japon | 0-0   | Match amical |

Bilan
Total de matchs disputés : 1
- Victoires de l'équipe du Japon : 0
- Match nul : 1
- Victoires de l'équipe d'Afrique du Sud : 0

### Allemagne
Confrontations entre l'Allemagne et le Japon :
| Date              | Lieu       | Match             | Score | Compétition                    |
| 16 décembre 2004  | Yokohama   | Japon - Allemagne | 0-3   | Match amical                   |
| 30 mai 2006       | Leverkusen | Allemagne - Japon | 2-2   | Match amical                   |
| 23 novembre 2022  | Al Rayyan  | Allemagne - Japon | 1-2   | Coupe du monde 2022 (Groupe E) |
| 10 septembre 2023 | Wolfsburg  | Allemagne - Japon | 1-4   | Match amical                   |

Bilan
Total de matchs disputés : 4
- Victoires de l'équipe d'Allemagne : 1
- Match nul : 1
- Victoires de l'équipe du Japon : 2

### Angleterre
Confrontations entre l'Angleterre et le Japon :
| Date          | Lieu       | Match              | Score | Compétition  |
| 3 juin 1995   | Londres    | Angleterre - Japon | 2-1   | Match amical |
| 1er juin 2004 | Manchester | Angleterre - Japon | 1-1   | Match amical |
| 30 mai 2010   | Graz       | Japon - Angleterre | 1-2   | Match amical |

Bilan
Total de matchs disputés : 3
- Victoires de l'équipe d'Angleterre : 2
- Match nul : 1
- Victoires de l'équipe du Japon : 0

### Angola
Confrontations entre l'Angola et le Japon :
| Date             | Lieu  | Match          | Score | Compétition  |
| 16 novembre 2005 | Tokyo | Japon - Angola | 1-0   | Match amical |

Bilan
Total de matchs disputés : 1
- Victoires de l'équipe du Japon : 1
- Match nul : 0
- Victoires de l'équipe d'Angola : 0

### Arabie saoudite
Confrontations entre l'Arabie saoudite et le Japon :
| Date              | Lieu      | Match                   | Score | Compétition                                                     |
| 28 septembre 1990 | Pékin     | Arabie saoudite - Japon | 2-0   | Match amical                                                    |
| 8 novembre 1992   | Hiroshima | Japon - Arabie saoudite | 2-0   | Coupe d'Asie des nations 1992 - Finale                          |
| 15 octobre 1993   | Doha      | Arabie saoudite - Japon | 0-0   | Qualifications pour la Coupe du monde 1994 - Tour final         |
| 24 octobre 1995   | Tokyo     | Japon - Arabie saoudite | 2-1   | Match amical                                                    |
| 24 octobre 1995   | Matsuyama | Japon - Arabie saoudite | 2-1   | Match amical                                                    |
| 14 octobre 2000   | Saïda     | Arabie saoudite - Japon | 1-4   | Coupe d'Asie des nations 2000 - 1er Tour (Groupe C)             |
| 29 octobre 2000   | Beyrouth  | Arabie saoudite - Japon | 0-1   | Coupe d'Asie des nations 2000 - Finale                          |
| 3 septembre 2006  | Djeddah   | Arabie saoudite - Japon | 1-0   | Qualifications pour la Coupe d'Asie des nations 2007 (Groupe A) |
| 15 novembre 2006  | Sapporo   | Japon - Arabie saoudite | 3-1   | Qualifications pour la Coupe d'Asie des nations 2007 (Groupe A) |
| 25 juillet 2007   | Hanoï     | Japon - Arabie saoudite | 2-3   | Coupe d'Asie des nations 2007 - 1/2 Finale                      |
| 17 janvier 2011   | Al Rayyan | Arabie saoudite - Japon | 0-5   | Coupe d'Asie des nations 2011 - 1er Tour (Groupe B)             |
| 15 novembre 2016  | Saitama   | Japon - Arabie Saoudite | 2-1   | Qualifications pour la Coupe du Monde 2018 (3e tour, groupe B)  |
| 5 septembre 2017  | Djeddah   | Arabie Saoudite - Japon | 1-0   | Qualifications pour la Coupe du Monde 2018 (3e tour, groupe B)  |

Bilan
Total de matchs disputés : 13
- Victoires de l'équipe du Japon : 8
- Match nul : 1
- Victoires de l'équipe d'Arabie saoudite : 4

### Argentine
Confrontations entre l'Argentine et le Japon :
| Date             | Lieu     | Match             | Score | Compétition                               |
| 30 mai 1992      | Tokyo    | Japon - Argentine | 0-1   | Match amical (Coupe Kirin)                |
| 8 janvier 1995   | Riyad    | Argentine - Japon | 5-1   | Coupe des confédérations 1995 (Groupe B)  |
| 14 juin 1998     | Toulouse | Argentine - Japon | 1-0   | Coupe du monde 1998 - 1er tour (Groupe H) |
| 20 novembre 2002 | Saitama  | Japon - Argentine | 0-2   | Match amical                              |
| 8 juin 2003      | Osaka    | Japon - Argentine | 1-4   | Match amical (Coupe Kirin)                |
| 18 août 2004     | Shizuoka | Japon - Argentine | 1-2   | Match amical                              |
| 8 octobre 2010   | Saitama  | Japon - Argentine | 1-0   | Match amical                              |

Bilan
Total de matchs disputés : 7
- Victoires de l'équipe d'Argentine : 6
- Match nul : 0
- Victoire de l'équipe du Japon : 1

### Australie
Confrontations entre l'Australie et le Japon :
| Date              | Lieu           | Match             | Score             | Compétition                                                     |
| 30 mars 1968      | Sydney         | Australie - Japon | 2-2               | Match amical                                                    |
| 31 mars 1968      | Melbourne      | Australie - Japon | 3-1               | Match amical                                                    |
| 4 avril 1968      | Adélaïde       | Australie - Japon | 1-3               | Match amical                                                    |
| 10 octobre 1969   | Séoul          | Japon - Australie | 1-3               | Qualifications pour la Coupe du monde 1970 - Tour préliminaire  |
| 16 octobre 1969   | Séoul          | Australie - Japon | 1-1               | Qualifications pour la Coupe du monde 1970 - Tour préliminaire  |
| 22 mai 1994       | Hiroshima      | Japon - Australie | 1-1               | Match amical - Coupe Kirin                                      |
| 29 septembre 1994 | Tokyo          | Japon - Australie | 0-0               | Match amical                                                    |
| 15 février 1995   | Sydney         | Australie - Japon | 2-1               | Match amical                                                    |
| 10 février 1996   | Wollongong     | Australie - Japon | 1-4               | Match amical                                                    |
| 14 février 1996   | Melbourne      | Australie - Japon | 3-0               | Match amical                                                    |
| 15 février 1998   | Adélaïde       | Australie - Japon | 0-3               | Match amical                                                    |
| 7 juin 2001       | Yokohama       | Japon - Australie | 1-0               | Coupe des confédérations 2001 - 1/2 Finale                      |
| 15 août 2001      | Shizuoka       | Japon - Australie | 3-0               | Qualifications pour la Coupe d'Asie 2001                        |
| 12 juin 2006      | Kaiserslautern | Australie - Japon | 3-1               | Coupe du monde 2006 - 1er tour (Groupe F)                       |
| 21 juillet 2007   | Hanoï          | Japon - Australie | 1-1 (t.a.b : 4-3) | Coupe d'Asie des nations 2007 - 1/4 Finale                      |
| 11 février 2009   | Yokohama       | Japon - Australie | 0-0               | Qualifications pour la Coupe du monde 2010 - 4e tour (Groupe 1) |
| 17 juin 2009      | Melbourne      | Australie - Japon | 2-1               | Qualifications pour la Coupe du monde 2010 - 4e tour (Groupe 1) |
| 29 janvier 2011   | Doha           | Japon - Australie | 1-0 a.p.          | Coupe d'Asie des nations 2011 - Finale                          |
| 12 juin 2012      | Brisbane       | Australie - Japon | 1-1               | Qualifications pour la Coupe du monde 2014 - 4e tour (Groupe 2) |
| 4 juin 2013       | Saitama        | Japon - Australie | 1-1               | Qualifications pour la Coupe du monde 2014 - 4e tour (Groupe 2) |
| 25 juillet 2013   | Séoul          | Japon - Australie | 3-2               | Coupe d'Asie de l'Est 2013                                      |
| 18 novembre 2014  | Osaka          | Japon - Australie | 2-1               | Match amical                                                    |
| 11 octobre 2016   | Melbourne      | Australie - Japon | 1-1               | Qualifications pour la Coupe du Monde 2018 (3e tour, groupe B)  |
| 31 août 2017      | Saitama        | Japon - Australie | 2-0               | Qualifications pour la Coupe du Monde 2018 (3e tour, groupe B)  |
| 12 octobre 2021   | Saitama        | Japon - Australie | 2-1               | Qualifications pour la Coupe du Monde 2022 (3e tour, groupe B)  |
| 24 mars 2022      | Sydney         | Australie - Japon | 0-2               | Qualifications pour la Coupe du Monde 2022 (3e tour, groupe B)  |

- Les deux équipes se sont également affrontés lors des JO de Melbourne 1956 le 27 novembre 1956 (victoire australienne 2-0).

Bilan
Total de matchs disputés : 26
- Victoires de l'équipe d'Australie : 7
- Matchs nuls : 9
- Victoires de l'équipe du Japon : 12

### Autriche
Confrontations entre l'Autriche et le Japon :
| Date             | Lieu       | Match            | Score              | Compétition  |
| 7 septembre 2007 | Klagenfurt | Autriche - Japon | 0-0 (t.a.b. : 4-3) | Match amical |

Bilan
Total de matchs disputés : 1
- Victoires de l'équipe du Japon : 0
- Match nul : 1
- Victoires de l'équipe d'Autriche : 0

### Azerbaïdjan
Confrontations entre l'Azerbaïdjan et le Japon :
| Date        | Lieu    | Match               | Score | Compétition  |
| 23 mai 2012 | Fukuroi | Japon - Azerbaïdjan | 2-0   | Match amical |

Bilan
Total de matchs disputés : 1
- Victoires de l'équipe du Japon : 1
- Match nul : 0
- Victoires de l'équipe d'Azerbaïdjan : 0

## B

### Bahreïn
Confrontations entre le Bahreïn et le Japon :
| Date             | Lieu    | Match           | Score    | Compétition                                                             |
| 12 décembre 1978 | Bangkok | Japon - Bahreïn | 4-0      | Match amical                                                            |
| 3 août 2004      | Jinan   | Bahreïn - Japon | 3-4 a.p. | Coupe d'Asie des nations 2004 - 1/2 Finale                              |
| 30 mars 2005     | Saitama | Japon - Bahreïn | 1-0      | Qualifications pour la Coupe du monde 2006 - 3e tour (Groupe 2)         |
| 3 juin 2005      | Riffa   | Bahreïn - Japon | 0-1      | Qualifications pour la Coupe du monde 2006 - 3e tour (Groupe 2)         |
| 26 mars 2008     | Riffa   | Bahreïn - Japon | 1-0      | Qualifications pour la Coupe du monde 2010 - 3e tour (Groupe 2)         |
| 22 juin 2008     | Saitama | Japon - Bahreïn | 1-0      | Qualifications pour la Coupe du monde 2010 - 3e tour (Groupe 2)         |
| 6 septembre 2008 | Riffa   | Bahreïn - Japon | 2-3      | Qualifications pour la Coupe du monde 2010 - 4e tour (Groupe 1)         |
| 28 janvier 2009  | Riffa   | Bahreïn - Japon | 1-0      | Qualifications pour la Coupe d'Asie des nations - Tour final (Groupe 1) |
| 28 mars 2009     | Saitama | Japon - Bahreïn | 1-0      | Qualifications pour la Coupe du monde 2010 - 4e tour (Groupe 1)         |
| 3 mars 2010      | Toyota  | Japon - Bahreïn | 2-0      | Qualifications pour la Coupe d'Asie des nations - Tour final (Groupe 1) |
| 31 janvier 2024  | Doha    | Bahreïn - Japon | 1-3      | Coupe d'Asie des nations 2023 - 1/8 Finale                              |

Bilan
Total de matchs disputés : 11
- Victoires de l'équipe du Japon : 9
- Match nul : 0
- Victoires de l'équipe de Bahreïn : 2

### Bangladesh
Confrontations entre le Bangladesh et le Japon :
| Date              | Lieu         | Match              | Score | Compétition                                                      |
| 4 août 1975       | Kuala Lumpur | Japon - Bangladesh | 3-0   | Match amical                                                     |
| 28 septembre 1986 | Daejeon      | Japon - Bangladesh | 4-0   | Match amical                                                     |
| 26 septembre 1990 | Pékin        | Japon - Bangladesh | 3-0   | Match amical                                                     |
| 11 avril 1993     | Tokyo        | Japon - Bangladesh | 8-0   | Qualifications pour la Coupe du monde 1994 - 1er tour (Groupe F) |
| 30 avril 1993     | Dubaï        | Bangladesh - Japon | 1-4   | Qualifications pour la Coupe du monde 1994 - 1er tour (Groupe F) |

Bilan
Total de matchs disputés : 5
- Victoires de l'équipe du Japon : 5
- Match nul : 0
- Victoire de l'équipe du Bangladesh : 0

### Belgique
Confrontations entre la Belgique et le Japon :
| Date             | Lieu      | Match            | Score | Compétition                              |
| 3 juin 1999      | Tokyo     | Japon - Belgique | 0-0   | Match amical (Coupe Kirin)               |
| 4 juin 2002      | Saitama   | Belgique - Japon | 2-2   | Coupe du monde 2002 tour (Groupe H)      |
| 31 mai 2009      | Tokyo     | Japon - Belgique | 4-0   | Match amical (Coupe Kirin)               |
| 19 novembre 2013 | Bruxelles | Belgique - Japon | 2-3   | Match amical                             |
| 14 novembre 2017 | Bruges    | Belgique - Japon | 1-0   | Match amical                             |
| 3 juillet 2018   | Moscou    | Belgique - Japon | 3-2   | Coupe du monde 2018 (Huitième de finale) |

Bilan
Total de matchs disputés : 6
- Victoire de l'équipe du Japon : 2
- Matchs nuls : 2
- Victoire de l'équipe de Belgique : 2

### Birmanie
Confrontations entre la Birmanie  et le Japon :
| Date              | Lieu         | Match            | Score | Compétition                                         |
| 15 septembre 1962 | Kuala Lumpur | Japon - Birmanie | 1-3   | Match amical                                        |
| 23 mars 1965      | Rangoon      | Birmanie - Japon | 1-1   | Match amical                                        |
| 14 décembre 1970  | Bangkok      | Japon - Birmanie | 2-1   | Match amical                                        |
| 14 août 1975      | Kuala Lumpur | Japon - Birmanie | 2-0   | Match amical                                        |
| 13 août 1976      | Kuala Lumpur | Japon - Birmanie | 2-2   | Match amical                                        |
| 1er juillet 1979  | Kuala Lumpur | Japon - Birmanie | 1-0   | Match amical                                        |
| 9 octobre 1994    | Hiroshima    | Japon - Birmanie | 5-0   | Match amical                                        |
| 10 septembre 2019 | Rangoun      | Birmanie - Japon | 0-2   | Éliminatoires de la Coupe de monde de football 2022 |
| 28 mai 2021       | Chiba        | Japon - Birmanie | 10-0  | Éliminatoires de la Coupe de monde de football 2022 |
| 16 novembre 2023  | Suita        | Japon - Birmanie | 5-0   | Éliminatoires de la Coupe du monde de football 2026 |
| 6 juin 2024       | Rangoun      | Birmanie - Japon | 0-5   | Éliminatoires de la Coupe du monde de football 2026 |

Bilan
Total de matchs disputés :11 
- Victoires de l'équipe du Japon :8
- Matchs nuls : 2
- Victoire de l'équipe de Birmanie : 1

### Bolivie
Confrontations entre la Bolivie et le Japon :
| Date           | Lieu                 | Match           | Score | Compétition                             |
| 5 juillet 1999 | Pedro Juan Caballero | Japon - Bolivie | 1-1   | Copa América 1999 - 1er tour (Groupe A) |
| 18 juin 2000   | Yokohama             | Japon - Bolivie | 2-0   | Match amical (Coupe Kirin)              |
| 26 mars 2019   | Kobe                 | Japon - Bolivie | 1-0   | Match amical                            |

Bilan
Total de matchs disputés : 3
- Victoire de l'équipe du Japon : 2
- Match nul : 1
- Victoire de l'équipe de Bolivie : 0

### Bosnie-Herzégovine
Confrontations entre la Bosnie-Herzégovine et le Japon :
| Date            | Lieu     | Match                      | Score | Compétition                                    |
| 28 février 2006 | Dortmund | Bosnie-Herzégovine - Japon | 1-1   | Match amical                                   |
| 30 janvier 2008 | Tokyo    | Japon - Bosnie-Herzégovine | 3-0   | Match amical                                   |
| 7 juin 2016     | Osaka    | Japon - Bosnie-Herzégovine | 1-2   | Finale de la Coupe Kirin 2016 (tournoi amical) |

Bilan
Total de matchs disputés : 3
- Victoire de l'équipe du Japon : 1
- Match nul : 1
- Victoire de l'équipe de Bosnie-Herzégovine : 1

### Brésil
Confrontations entre le Brésil et le Japon :
| Date             | Lieu           | Match          | Score | Compétition                              |
| 23 juillet 1989  | Rio de Janeiro | Brésil - Japon | 1-0   | Match amical                             |
| 6 juin 1995      | Liverpool      | Brésil - Japon | 3-0   | Match amical                             |
| 9 août 1995      | Tokyo          | Japon - Brésil | 1-5   | Match amical                             |
| 13 août 1997     | Osaka          | Japon - Brésil | 0-3   | Match amical                             |
| 31 mars 1999     | Tokyo          | Japon - Brésil | 0-2   | Match amical                             |
| 4 juin 2001      | Ibaraki        | Japon - Brésil | 0-0   | Coupe des confédérations 2001 (Groupe B) |
| 22 juin 2005     | Cologne        | Brésil - Japon | 2-2   | Coupe des confédérations 2005 (Groupe B) |
| 22 juin 2006     | Dortmund       | Brésil - Japon | 4-1   | Coupe du monde 2006 (Groupe F)           |
| 16 octobre 2012  | Wrocław        | Japon - Brésil | 0-4   | Match amical                             |
| 15 juin 2013     | Brasilia       | Brésil - Japon | 3-0   | Coupe des confédérations 2013 (Groupe A) |
| 14 octobre 2014  | Singapour      | Japon - Brésil | 0-4   | Match amical                             |
| 10 novembre 2017 | Lille          | Japon - Brésil | 1-3   | Match amical                             |
| 6 juin 2022      | Tokyo          | Japon - Brésil | 0-1   | Match amical                             |

- Les 2 équipes se sont par ailleurs affrontés à 3 reprises lors des JO d'été, pour un bilan équilibré : une victoire brésilienne (1-0 le 20 septembre 2000 à Brisbane), un match nul (1-1 le 16 novembre 1968 à Puebla au Mexique) et une victoire japonaise (1-0 le 21 juillet 1996 à Miami).

Bilan
- Total de matches disputés : 13
- Victoires de l'équipe du Brésil : 11
- Victoire de l'équipe du Japon : 0
- Matches nuls : 2
- Buts pour l'équipe du Brésil : 35
- Buts pour l'équipe du Japon : 5

### Brunei
Confrontations entre le Brunei et le Japon :
| Date            | Lieu  | Match          | Score | Compétition                                                      |
| 16 février 2000 | Macao | Japon - Brunei | 9-0   | Qualifications pour la Coupe d'Asie des nations 2000 (Groupe 10) |

Bilan
Total de matchs disputés : 1
- Victoire de l'équipe du Japon : 1
- Match nul : 0
- Victoire de l'équipe de Brunei : 0

### Bulgarie
Confrontations entre la Bulgarie et le Japon :
| Date             | Lieu   | Match            | Score | Compétition                       |
| 25 janvier 1976  | Tokyo  | Japon - Bulgarie | 1-3   | Match amical                      |
| 28 janvier 1976  | Osaka  | Japon - Bulgarie | 1-1   | Match amical                      |
| 1er février 1976 | Tokyo  | Japon - Bulgarie | 0-3   | Match amical                      |
| 9 mai 2006       | Osaka  | Japon - Bulgarie | 1-2   | Match amical (Coupe Kirin)        |
| 30 mai 2013      | Toyota | Japon - Bulgarie | 0-2   | Match amical                      |
| 3 juin 2016      | Toyota | Japon - Bulgarie | 7-2   | Coupe Kirin 2016 (tournoi amical) |

Bilan
Total de matchs disputés : 6
- Victoire de l'équipe du Japon : 1
- Match nul : 1
- Victoires de l'équipe de Bulgarie : 4

## C

### Cambodge
Confrontations entre le Cambodge et le Japon, :
| Date             | Lieu         | Match            | Score | Compétition                                                    |
| 3 septembre 1964 | Kuala Lumpur | Japon - Cambodge | 4-0   | 1er tour de la Merdeka Cup (groupe A)                          |
| 12 décembre 1970 | Bangkok      | Japon - Cambodge | 1-0   | Match amical                                                   |
| 6 août 1972      | Kuala Lumpur | Japon - Cambodge | 4-1   | Match amical                                                   |
| mai 1974         | Corée du Sud | Cambodge - Japon | 1-1   | 1er tour de la President's Cup (groupe 1)                      |
| 3 septembre 2015 | Saitama      | Japon - Cambodge | 3-0   | Qualifications pour la Coupe du Monde 2018 (2e tour, Groupe E) |
| 17 novembre 2015 | Phnom Penh   | Cambodge - Japon | 0-2   | Qualifications pour la Coupe du Monde 2018 (2e tour, Groupe E) |

Bilan
Total de matchs disputés : 6
- Victoires de l'équipe du Japon : 5
- Match nul : 1
- Victoire de l'équipe du Cambodge : 0

### Cameroun
Confrontations entre le Cameroun et le Japon :
| Date             | Lieu         | Match            | Score | Compétition                                         |
| 2 juin 2001      | Niigata      | Cameroun - Japon | 0-2   | Coupe des confédérations 2001 - 1er tour (Groupe B) |
| 19 novembre 2003 | Ōita         | Japon - Cameroun | 0-0   | Match amical                                        |
| 22 août 2007     | Ōita         | Japon - Cameroun | 2-0   | Match amical                                        |
| 14 juin 2010     | Bloemfontein | Japon - Cameroun | 1-0   | Coupe du monde 2010 - 1er tour (Groupe E)           |
| 9 octobre 2020   | Utrecht      | Japon - Cameroun | 0-0   | Match amical                                        |

Bilan
Total de matchs disputés : 5
- Victoires de l'équipe du Japon : 3
- Match nul : 2
- Victoire de l'équipe du Cameroun : 0

### Canada
Confrontations entre le Canada et le Japon :
| Date             | Lieu    | Match          | Score | Compétition                                         |
| 31 mai 2001      | Niigata | Japon - Canada | 3-0   | Coupe des confédérations 2001 - 1er tour (Groupe B) |
| 22 mars 2013     | Doha    | Japon - Canada | 2-1   | Match amical                                        |
| 17 novembre 2022 | Dubaï   | Canada - Japon | 2-1   | Match amical                                        |
| 13 octobre 2023  | Niigata | Japon - Canada | 4-1   | Match amical                                        |

Bilan
Total de matchs disputés : 4
- Victoire de l'équipe du Japon :3
- Match nul :0
- Victoire de l'équipe du Canada :1

### Chili

#### Confrontations
Confrontations entre le Chili et le Japon :
| Date            | Lieu      | Match         | Score | Compétition               |
| 26 janvier 2008 | Tokyo     | Japon - Chili | 0-0   | Match amical              |
| 27 mai 2009     | Osaka     | Japon - Chili | 4-0   | Match amical              |
| 17 juin 2019    | São Paulo | Japon - Chili | 0-4   | Copa América 2019 (gr. C) |

#### Bilan
Total de matchs disputés : 3
- Victoire de l'équipe du Japon :1
- Match nul :1
- Victoire de l'équipe du Chili :1

### Chine
Confrontations entre la Chine et le Japon :
| Date             | Lieu      | Match         | Score | Compétition                                                                           |
| 16 mai 1925      | Manille   | Chine - Japon | 2-0   | Match amical                                                                          |
| 28 août 1927     | Shanghai  | Chine - Japon | 5-1   | Match amical                                                                          |
| 25 mai 1930      | Tokyo     | Japon - Chine | 3-3   | Match amical                                                                          |
| 19 mai 1934      | Manille   | Chine - Japon | 4-3   | Match amical                                                                          |
| 23 juin 1975     | Hong Kong | Chine - Japon | 2-1   | Qualifications pour la Coupe d'Asie des nations 1976 (Groupe 4)                       |
| 12 juin 1980     | Canton    | Chine - Japon | 1-0   | Match amical                                                                          |
| 26 décembre 1980 | Hong Kong | Chine - Japon | 1-0   | Qualifications pour la Coupe du monde 1982 (Groupe 4 - Tour intermédiaire - Groupe A) |
| 2 juin 1981      | Saitama   | Japon - Chine | 0-0   | Match amical (Coupe Kirin)                                                            |
| 2 juin 1988      | Nagoya    | Japon - Chine | 0-3   | Match amical (Coupe Kirin)                                                            |
| 10 mai 1989      | Tokyo     | Japon - Chine | 2-2   | Match amical                                                                          |
| 13 mai 1989      | Okayama   | Japon - Chine | 2-0   | Match amical                                                                          |
| 29 juillet 1990  | Pékin     | Chine - Japon | 1-0   | Match amical                                                                          |
| 24 août 1992     | Pékin     | Chine - Japon | 0-2   | Match amical                                                                          |
| 6 novembre 1992  | Hiroshima | Japon - Chine | 3-2   | Coupe d'Asie des nations 1992 - 1/2 Finale                                            |
| 23 février 1995  | Hong Kong | Chine - Japon | 1-2   | Match amical                                                                          |
| 12 décembre 1996 | Al Ain    | Japon - Chine | 1-0   | Coupe d'Asie des nations 1996 - 1er tour (Groupe C)                                   |
| 7 mars 1998      | Tokyo     | Japon - Chine | 0-2   | Match amical                                                                          |
| 15 mars 2000     | Kobe      | Japon - Chine | 0-0   | Match amical                                                                          |
| 26 octobre 2000  | Beyrouth  | Chine - Japon | 2-3   | Coupe d'Asie des nations 2000 - 1/2 Finale                                            |
| 4 décembre 2003  | Tokyo     | Japon - Chine | 2-0   | Coupe d'Asie de l'Est de football 2003                                                |
| 7 août 2004      | Pékin     | Chine - Japon | 2-3   | Coupe d'Asie des nations 2004 - Finale                                                |
| 3 août 2005      | Daejeon   | Japon - Chine | 2-2   | Coupe d'Asie de l'Est de football 2005                                                |
| 20 février 2008  | Chongqing | Chine - Japon | 0-1   | Coupe d'Asie de l'Est de football 2008                                                |
| 6 février 2010   | Tokyo     | Japon - Chine | 0-0   | Coupe d'Asie de l'Est de football 2010                                                |
| 21 juillet 2013  | Hwaseong  | Japon - Chine | 3-3   | Coupe d'Asie de l'Est de football 2013                                                |
| 9 août 2015      | Wuhan     | Chine - Japon | 1-1   | Coupe d'Asie de l'Est de football 2015                                                |
| 12 décembre 2017 | Sapporo   | Japon - Chine | 2-1   | Coupe d'Asie de l'Est de football 2017                                                |
| 7 septembre 2021 | Doha      | Chine - Japon | 0-1   | Éliminatoires de la Coupe du monde de football 2022                                   |
| 27 janvier 2022  | Saitama   | Japon - Chine | 2-0   | Éliminatoires de la Coupe du monde de football 2022                                   |
| 24 juillet 2022  | Toyota    | Japon - Chine | 0-0   | Coupe d'Asie de l'Est de football 2002                                                |

Bilan
Total de matchs disputés : 30
- Victoires de l'équipe du Japon : 13
- Matchs nuls : 9
- Victoires de l'équipe du Chine : 9

### Colombie
Confrontations entre la Colombie et le Japon :
| Date         | Lieu          | Match            | Score | Compétition                              |
| 22 juin 2003 | Saint-Étienne | Japon - Colombie | 0-1   | Coupe des confédérations 2003 (Groupe A) |
| 5 juin 2007  | Saitama       | Japon - Colombie | 0-0   | Match amical (Coupe Kirin)               |
| 24 juin 2014 | Cuiabá        | Japon - Colombie | 1-4   | Coupe du monde 2014 (Groupe C)           |
| 19 juin 2018 | Saransk       | Colombie - Japon | 1-2   | Coupe du monde 2018 (Groupe H)           |
| 22 mars 2019 | Yokohama      | Japon - Colombie | 0-1   | (Coupe Kirin)                            |
| 28 mars 2023 | Osaka         | Japon - Colombie | 1-2   | (Coupe Kirin)                            |

Bilan
Total de matchs disputés : 6
- Victoire de l'équipe de Colombie : 4
- Match nul : 1
- Victoire de l'équipe du Japon : 1

### Corée du Nord
Confrontations entre la Corée du Nord et le Japon :
| Date              | Lieu      | Match                 | Score    | Compétition                                                        |
| 17 juin 1975      | Hong Kong | Corée du Nord - Japon | 1-0      | Qualifications pour la Coupe d'Asie des nations 1976 (Groupe 4-B)  |
| 23 août 1979      | Pyongyang | Corée du Nord - Japon | 0-0      | Match amical                                                       |
| 30 décembre 1980  | Hong Kong | Corée du Nord - Japon | 1-0 a.p. | Qualifications pour la Coupe du monde 1982 (Groupe 4 - 1/2 Finale) |
| 21 mars 1985      | Tokyo     | Japon - Corée du Nord | 1-0      | Qualifications pour la Coupe du monde 1986 - 1er tour (Groupe 4)   |
| 30 avril 1985     | Pyongyang | Corée du Nord - Japon | 0-0      | Qualifications pour la Coupe du monde 1986 - 1er tour (Groupe 4)   |
| 4 juin 1989       | Tokyo     | Japon - Corée du Nord | 2-1      | Qualifications pour la Coupe du monde 1990 - 1er tour (Groupe 6)   |
| 25 juin 1989      | Pyongyang | Corée du Nord - Japon | 2-0      | Qualifications pour la Coupe du monde 1990 - 1er tour (Groupe 6)   |
| 31 juillet 1990   | Pékin     | Japon - Corée du Nord | 0-1      | Match amical                                                       |
| 26 août 1992      | Pékin     | Japon - Corée du Nord | 4-1      | Match amical                                                       |
| 1er novembre 1992 | Hiroshima | Japon - Corée du Nord | 1-1      | Coupe d'Asie des nations 1992 - 1er tour (Groupe 1)                |
| 21 octobre 1993   | Doha      | Corée du Nord - Japon | 0-3      | Qualifications pour la Coupe du monde 1994 - Tour final            |
| 9 février 2005    | Saitama   | Japon - Corée du Nord | 2-1      | Qualifications pour la Coupe du monde 2006 - 3e tour (Groupe B)    |
| 8 juin 2005       | Bangkok   | Corée du Nord - Japon | 0-2      | Qualifications pour la Coupe du monde 2006 - 3e tour (Groupe B)    |
| 31 juillet 2005   | Daejeon   | Corée du Nord - Japon | 1-0      | Match amical                                                       |
| 17 février 2008   | Chongqing | Japon - Corée du Nord | 1-1      | Match amical                                                       |
| 2 septembre 2011  | Saitama   | Japon - Corée du Nord | 1-0      | Qualifications pour la Coupe du monde 2014 - 3e tour (Groupe C)    |
| 15 novembre 2011  | Pyongyang | Corée du Nord - Japon | 1-0      | Qualifications pour la Coupe du monde 2014 - 3e tour (Groupe C)    |
| 2 août 2015       | Wuhan     | Corée du Nord - Japon | 2-1      | Coupe d'Asie de l'Est 2015                                         |
| 9 décembre 2017   | Tokyo     | Japon - Corée du Nord | 1-0      | Coupe d'Asie de l'Est de football 2017                             |
| 21 mars 2024      | Tokyo     | Japon - Corée du Nord | 1 - 0    | Éliminatoires de la Coupe du monde de football 2026                |
| 26 mars 2024      |           | Corée du Nord - Japon | -        | Éliminatoires de la Coupe du monde de football 2026                |

Bilan
Total de matchs disputés : 19
- Victoires de l'équipe du Japon : 9
- Matchs nuls : 4
- Victoires de l'équipe de Corée du Nord : 7

### Corée du Sud
Confrontations entre la Corée du Sud et le Japon :
| Date            | Lieu      | Match                | Score | Compétition                               |
| 21 février 1995 | Hong Kong | Corée du Sud - Japon | 1 - 1 | Dynasty Cup 1995                          |
| 21 mai 1997     | Tokyo     | Japon - Corée du Sud | 1 - 1 | Match amical                              |
| 1er mars 1998   | Yokohama  | Japon - Corée du Sud | 2 - 1 | Dynasty Cup 1998                          |
| 16 avril 2003   | Séoul     | Japon - Corée du Sud | 0 - 1 | Match amical                              |
| 31 mai 2003     | Tokyo     | Japon - Corée du Sud | 0 - 1 | Match amical                              |
| 28 juillet 2007 | Palembang | Japon - Corée du Sud | 0 - 0 | Coupe d'Asie des nations de football 2007 |
| 23 février 2008 | Chongqing | Japon - Corée du Sud | 1 - 1 | Coupe d'Asie de l'Est de football 2008    |
| 5 août 2015     | Wuhan     | Japon - Corée du Sud | 1 - 1 | Coupe d'Asie de l'Est de football 2015    |
| 25 mars 2021    | Yokohama  | Japon - Corée du Sud | 3 - 0 | Match amical                              |
| 27 juillet 2022 | Toyota    | Japon - Corée du Sud | 3 - 0 | Coupe d'Asie de l'Est de football 2022    |

Bilan
Total de matchs disputés : 65
- Victoires de l'équipe du Japon : 19
- Matchs nuls : 21
- Victoires de l'équipe de Corée du Sud : 37

### Costa Rica
Confrontations entre le Costa Rica et le Japon :
| Date              | Lieu      | Match              | Score | Compétition         |
| 6 août 1995       | Kyōto     | Japon - Costa Rica | 3-0   | Match amical        |
| 17 avril 2002     | Yokohama  | Japon - Costa Rica | 1-1   | Match amical        |
| 2 juin 2014       | Tampa     | Japon - Costa Rica | 1-3   | Match amical        |
| 11 septembre 2018 | Suita     | Japon - Costa Rica | 3-0   | Match amical        |
| 27 Novembre 2022  | Al Rayyan | Japon - Costa Rica | 0-1   | Coupe du Monde 2022 |

Bilan
Total de matchs Officielle  disputés : 1
- Victoire de l'équipe du Japon : 0
- Match nul : 0
- Victoire de l'équipe du Costa Rica : 1

### Côte d'Ivoire
Confrontations entre la Côte d'Ivoire et le Japon :
| Date            | Lieu    | Match                 | Score      | Compétition                    |
| 4 octobre 1993  | Tokyo   | Japon - Côte d'Ivoire | 1-0 (a.p.) | Match amical                   |
| 24 mai 2008     | Toyota  | Japon - Côte d'Ivoire | 1-0        | Match amical (Coupe Kirin)     |
| 4 juin 2010     | Sion    | Japon - Côte d'Ivoire | 0-2        | Match amical                   |
| 14 juin 2014    | Recife  | Côte d'Ivoire - Japon | 2-1        | Coupe du monde 2014 (Groupe C) |
| 13 octobre 2020 | Utrecht | Japon - Côte d'Ivoire | 1-0        | Match amical                   |

Bilan
Total de matchs disputés : 5
- Victoires de l'équipe du Japon : 4
- Match nul : 0
- Victoires de l'équipe de Côte d'Ivoire : 2

### Croatie
Confrontations entre la Croatie et le Japon :
| Date            | Lieu      | Match           | Score    | Compétition                               |
| 8 juin 1997     | Tokyo     | Japon - Croatie | 4-3      | Match amical (Coupe Kirin)                |
| 20 juin 1998    | Nantes    | Croatie - Japon | 1-0      | Coupe du monde 1998 - 1er tour (Groupe H) |
| 18 juin 2006    | Nuremberg | Croatie - Japon | 0-0      | Coupe du monde 2006 - 1er tour (Groupe F) |
| 5 Décembre 2022 | Al Wakrah | Japon - Croatie | 1-1(1-3) | Coupe Du Monde 2022 - 16 de finale        |

Bilan
Total de matchs disputés : 4
- Victoire de l'équipe de Croatie : 2
- Match nul : 1
- Victoire de l'équipe du Japon : 1

## D

### Danemark
Confrontations entre le Danemark et le Japon :
| Date            | Lieu       | Match            | Score | Compétition                               |
| 28 juillet 1971 | Copenhague | Danemark - Japon | 3-2   | Match amical                              |
| 24 juin 2010    | Rustenburg | Danemark - Japon | 1-3   | Coupe du monde 2010 - 1er tour (Groupe E) |

Bilan
Total de matchs disputés : 2
- Victoire du Japon : 1
- Match nul : 0
- Victoire de le Danemark : 1

## E

### Écosse
Confrontations entre l'Écosse et le Japon :
| Date            | Lieu      | Match          | Score | Compétition                |
| 21 mai 1995     | Hiroshima | Japon - Écosse | 0-0   | Match amical (Coupe Kirin) |
| 13 mai 2006     | Saitama   | Japon - Écosse | 0-0   | Match amical (Coupe Kirin) |
| 10 octobre 2009 | Yokohama  | Japon - Écosse | 2-0   | Match amical               |

Bilan
Total de matchs disputés : 3
- Victoire de l'équipe du Japon : 1
- Matchs nuls : 2
- Victoires de l'équipe d'Écosse : 0

### Égypte
Confrontations entre l'Égypte et le Japon :
| Date            | Lieu  | Match          | Score | Compétition  |
| 28 octobre 1998 | Ōsaka | Japon - Égypte | 1-0   | Match amical |
| 17 octobre 2007 | Ōsaka | Japon - Égypte | 4-1   | Match amical |

Bilan
Total de matchs disputés : 2
- Victoires de l'équipe du Japon : 2
- Match nul : 0
- Victoire de l'équipe d'Égypte : 0

### Émirats arabes unis
Confrontations entre les Émirats arabes unis et le Japon :
| Date               | Lieu         | Match                       | Score             | Compétition                                                                      |
| 8 septembre 1981   | Kuala Lumpur | Émirats arabes unis - Japon | 2-3               | Match amical                                                                     |
| 27 janvier 1988    | Dubaï        | Émirats arabes unis - Japon | 1-1               | Match amical                                                                     |
| 30 janvier 1988    | Abou Dhabi   | Émirats arabes unis - Japon | 2-0               | Match amical                                                                     |
| 10 décembre 1988   | Doha         | Émirats arabes unis - Japon | 1-0               | Coupe d'Asie des nations 1988 - 1er tour (Groupe 1)                              |
| 30 octobre 1992    | Hiroshima    | Japon - Émirats arabes unis | 0-0               | Coupe d'Asie des nations 1992 - 1er tour (Groupe 1)                              |
| 18 avril 1993      | Tokyo        | Japon - Émirats arabes unis | 2-0               | Qualifications pour la Coupe du monde de football 1994 - 1er tour (Groupe F)     |
| 7 mai 1993         | Al Ain       | Émirats arabes unis - Japon | 1-1               | Qualifications pour la Coupe du monde de football 1994 - 1er tour (Groupe F)     |
| 3 octobre 1994     | Hiroshima    | Japon - Émirats arabes unis | 1-1               | Match amical                                                                     |
| 24 janvier 1995    | Abou Dhabi   | Émirats arabes unis - Japon | 1-1               | Match amical                                                                     |
| 19 septembre 1997  | Abou Dhabi   | Émirats arabes unis - Japon | 0-0               | Qualifications pour la Coupe du monde de football 1998 - Poule Finale (Groupe B) |
| 26 octobre 1997    | Tokyo        | Japon - Émirats arabes unis | 1-1               | Qualifications pour la Coupe du monde de football 1998 - Poule Finale (Groupe B) |
| 11 décembre 1998   | Thaïlande    | Japon - Émirats arabes unis | 0-1               | Jeux asiatiques de 1998 (2e tour, groupe J)                                      |
| 16 août 2000       | Hiroshima    | Japon - Émirats arabes unis | 3-1               | Match amical                                                                     |
| 27 mai 2005        | Tokyo        | Japon - Émirats arabes unis | 0-1               | Match amical (Coupe Kirin)                                                       |
| 13 juillet 2007    | Hanoï        | Émirats arabes unis - Japon | 1-3               | Coupe d'Asie des nations 2007 - 1er tour (Groupe B)                              |
| 9 octobre 2008     | Niigata      | Japon - Émirats arabes unis | 1-1               | Match amical                                                                     |
| 6 septembre 2012   | Niigata      | Japon - Émirats arabes unis | 1-0               | Match amical                                                                     |
| 23 janvier 2015    | Canberra     | Japon - Émirats arabes unis | 1-1 (t.a.b : 4-5) | Coupe d'Asie des Nations 2015 (quart de finale)                                  |
| 1er septembre 2016 | Saitama      | Japon - Émirats arabes unis | 1-2               | Qualifications pour la Coupe du Monde 2018 (3e tour, groupe B)                   |
| 23 mars 2017       | Al-Aïn       | Émirats arabes unis - Japon | 0-2               | Qualifications pour la Coupe du Monde 2018 (3e tour, groupe B)                   |

Bilan
Total de matchs disputés : 20
- Victoires de l'équipe du Japon : 6
- Matchs nuls : 9
- Victoires de l'équipe des Émirats arabes unis : 5

### Équateur
Confrontations entre l'Équateur et le Japon :
|   | Date              | Lieu           | Match            | Score | Compétition               |
| - | ----------------- | -------------- | ---------------- | ----- | ------------------------- |
| 1 | 28 mai 1995       | Tokyo          | Japon - Équateur | 3-0   | Coupe Kirin 1995          |
| 2 | 30 mars 2006      | Ōita           | Japon - Équateur | 1-0   | Match amical              |
| 3 | 24 juin 2019      | Belo Horizonte | Équateur - Japon | 1-1   | Copa América 2019 (gr. C) |
| 4 | 27 septembre 2022 | Düsseldorf     | Équateur - Japon | 0-0   | Match amical              |

#### Bilan
Au 27 septembre 2022 :
- Total de matchs disputés : 4
- Victoires de l'Équateur : 1
- Matchs nuls : 2
- Victoires du Japon : 3
- Total de buts marqués par l'Équateur : 1
- Total de buts marqués par le Japon : 5

### Espagne
Confrontations entre l'Espagne et le Japon :
| Date            | Lieu      | Match           | Score | Compétition                    |
| 25 avril 2001   | Cordoue   | Espagne - Japon | 1-0   | Match amical                   |
| 1 Décembre 2022 | Al Rayyan | Japon - Espagne | 2-1   | Coupe de Monde 2022 (Groupe F) |

Bilan
Total de matches disputés : 2
- Victoire de l'équipe d'Espagne : 1
- Match nul : 0
- Victoire de l'équipe du Japon : 1

### États-Unis
Confrontations entre les États-Unis et le Japon :
| Date              | Lieu          | Match              | Score | Compétition                |
| 14 mars 1993      | Tokyo         | Japon - États-Unis | 3-1   | Match amical (Coupe Kirin) |
| 10 février 2006   | San Francisco | États-Unis - Japon | 3-2   | Match amical               |
| 23 septembre 2022 | Düsseldorf    | Japon - États-Unis | 2-0   | Match amical               |

Bilan
Total de matchs disputés : 3
- Victoire de l'équipe du Japon : 3
- Match nul : 0
- Victoire de l'équipe des États-Unis : 1

## F

### Finlande
Confrontations entre la Finlande et le Japon :
| Date            | Lieu     | Match            | Score | Compétition  |
| 18 février 2006 | Shizuoka | Japon - Finlande | 2-0   | Match amical |
| 4 février 2009  | Tokyo    | Japon - Finlande | 5-1   | Match amical |

Bilan
Total de matchs disputés : 2
- Victoires de l'équipe du Japon : 2
- Match nul : 0
- Victoire de l'équipe de Finlande : 0

### France
Confrontations entre la France et le Japon :
| Date            | Lieu          | Match          | Score                  | Compétition                                         |
| 29 mai 1994     | Tokyo         | Japon - France | 1-4                    | Match amical (Coupe Kirin)                          |
| 4 juin 2000     | Casablanca    | France - Japon | 2 - 2 (4 - 2 t. a. b.) | Match amical (Tournoi Hassan II)                    |
| 24 mars 2001    | Saint-Denis   | France - Japon | 5-0                    | Match amical                                        |
| 10 juin 2001    | Yokohama      | Japon - France | 0-1                    | Coupe des confédérations 2001- Finale               |
| 20 juin 2003    | Saint-Étienne | France - Japon | 2-1                    | Coupe des confédérations 2003 - 1er tour (Groupe A) |
| 12 octobre 2012 | Saint-Denis   | France - Japon | 0-1                    | Match amical                                        |

Bilan
Total de matchs disputés : 6
- Victoires de l'équipe de France : 4
- Match nul : 1
- Victoire de l'équipe du Japon : 1

## G

### Ghana
Confrontations entre le Ghana et le Japon :
| Date             | Lieu     | Match         | Score | Compétition  |
| 8 juillet 1994   | Nagoya   | Japon - Ghana | 3-2   | Match amical |
| 14 juillet 1994  | Kobe     | Japon - Ghana | 2-1   | Match amical |
| 4 octobre 2006   | Yokohama | Japon - Ghana | 0-1   | Match amical |
| 9 septembre 2009 | Utrecht  | Japon - Ghana | 4-3   | Match amical |
| 10 juin 2022     | Kobe     | Japon - Ghana | 4-1   | Match amical |

Bilan
Total de matchs disputés : 5
- Victoires de l'équipe du Japon : 6
- Match nul : 0
- Victoire de l'équipe du Ghana : 2

### Grèce
Confrontations entre la Grèce et le Japon :
| Date         | Lieu      | Match         | Score | Compétition                              |
| 19 juin 2006 | Francfort | Grèce - Japon | 0-1   | Coupe des confédérations 2005 (groupe B) |
| 19 juin 2014 | Natal     | Japon - Grèce | 0-0   | Coupe du monde 2014 (Groupe C)           |

Bilan
Total de matchs disputés : 2
- Victoires de l'équipe du Japon : 1
- Match nul : 1
- Victoires de l'équipe de Grèce : 0

### Guatemala
Confrontations entre le Guatemala et le Japon :
| Date             | Lieu  | Match             | Score | Compétition  |
| 7 septembre 2010 | Ōsaka | Japon - Guatemala | 2-1   | Match amical |
| 6 septembre 2013 | Ōsaka | Japon - Guatemala | 3-0   | Match amical |

Bilan
Total de matchs disputés : 2
- Victoire de l'équipe du Japon : 4
- Match nul : 0
- Victoire de l'équipe du Guatemala : 0

## H

### Honduras
Confrontations entre le Honduras et le Japon :
| Date             | Lieu   | Match            | Score | Compétition                        |
| 2 mai 2002       | Kobe   | Japon - Honduras | 3-3   | Match amical (Kirin Cup)           |
| 7 septembre 2005 | Miyagi | Japon - Honduras | 5-4   | Match amical (Kirin Challenge Cup) |
| 14 novembre 2014 | Aichi  | Japon - Honduras | 6-0   | Match amical (Kirin Challenge Cup) |

Bilan
Total de matchs disputés : 3
- Victoire de l'équipe du Japon : 2
- Match nul : 1
- Victoire de l'équipe du Honduras : 0

### Hong Kong
Confrontations entre Hong Kong et le Japon :
| Date              | Lieu         | Match             | Score              | Compétition                                                                                      |
| 28 mai 1958       | Tokyo        | Japon - Hong Kong | 0-2                | Match amical                                                                                     |
| 31 août 1959      | Kuala Lumpur | Japon - Hong Kong | 1-1                | Match amical                                                                                     |
| 2 septembre 1959  | Kuala Lumpur | Japon - Hong Kong | 2-4                | Match amical                                                                                     |
| 11 mars 1965      | Hong Kong    | Hong Kong - Japon | 1-4                | Match amical                                                                                     |
| 15 mars 1965      | Hong Kong    | Hong Kong - Japon | 1-2                | Match amical                                                                                     |
| 31 juillet 1970   | Kuala Lumpur | Japon - Hong Kong | 1-2                | Match amical                                                                                     |
| 22 mai 1973       | Séoul        | Japon - Hong Kong | 0-1                | Qualifications pour la Coupe du monde 1974 - 1er tour (Groupe A1)                                |
| 22 février 1974   | Hong Kong    | Hong Kong - Japon | 0-0                | Match amical                                                                                     |
| 14 juin 1975      | Hong Kong    | Hong Kong - Japon | 0-0 (t.a.b. : 4-3) | Qualifications pour la Coupe d'Asie des nations 1976 - Match d'allocation des groupes (Groupe 4) |
| 26 juin 1975      | Hong Kong    | Hong Kong - Japon | 0-1                | Qualifications pour la Coupe d'Asie des nations 1976 - Match de classement (Groupe 4)            |
| 30 juillet 1975   | Kuala Lumpur | Japon - Hong Kong | 0-2                | Match amical                                                                                     |
| 9 juin 1980       | Canton       | Hong Kong - Japon | 1-3                | Match amical                                                                                     |
| 18 juin 1980      | Canton       | Hong Kong - Japon | 0-2                | Match amical                                                                                     |
| 11 août 1985      | Kobe         | Japon - Hong Kong | 3-0                | Qualifications pour la Coupe du monde 1986 - 2e tour                                             |
| 22 septembre 1985 | Hong Kong    | Hong Kong - Japon | 1-2                | Qualifications pour la Coupe du monde 1986 - 2e tour                                             |
| 22 mai 1989       | Hong Kong    | Hong Kong - Japon | 0-0                | Qualifications pour la Coupe du monde 1990 - 1er tour (Groupe 6)                                 |
| 18 juin 1989      | Kobe         | Japon - Hong Kong | 0-0                | Qualifications pour la Coupe du monde 1990 - 1er tour (Groupe 6)                                 |
| 19 février 1995   | Hong Kong    | Hong Kong - Japon | 0-3                | Match amical                                                                                     |
| 7 décembre 2003   | Saitama      | Japon - Hong Kong | 1-0                | Match amical                                                                                     |
| 8 octobre 2009    | Shizuoka     | Japon - Hong Kong | 6-0                | Qualifications pour la Coupe d'Asie 2011 - Tour final (Groupe A)                                 |
| 18 novembre 2009  | Hong Kong    | Hong Kong - Japon | 0-4                | Qualifications pour la Coupe d'Asie 2011 - Tour final (Groupe A)                                 |
| 11 février 2010   | Tokyo        | Japon - Hong Kong | 3-0                | Match amical                                                                                     |

Bilan
Total de matchs disputés : 22
- Victoires de l'équipe du Japon : 12
- Matchs nuls : 5
- Victoires de l'équipe de Hong Kong : 5

### Hongrie
Confrontations entre la Hongrie et le Japon :
| Date          | Lieu         | Match           | Score | Compétition                |
| 7 mars 1993   | Fukuoka      | Japon - Hongrie | 0-1   | Match amical (Coupe Kirin) |
| 25 avril 2004 | Zalaegerszeg | Hongrie - Japon | 3-2   | Match amical               |

Bilan
Total de matchs disputés : 2
- Victoires de l'équipe de Hongrie : 2
- Match nul : 0
- Victoire de l'équipe du Japon : 0

## I

### Inde
Confrontations entre l'Inde et le Japon :
| Date             | Lieu         | Match        | Score | Compétition                                                                      |
| 3 mai 1954       | Manille      | Inde - Japon | 3-2   | Match amical                                                                     |
| 6 août 1961      | Kuala Lumpur | Japon - Inde | 3-1   | Match amical                                                                     |
| 27 août 1962     | Jakarta      | Inde - Japon | 2-0   | Match amical                                                                     |
| 15 août 1965     | Malaisie     | Japon - Inde | 1-1   | Match amical                                                                     |
| 20 août 1966     | Malaisie     | Japon - Inde | 0-3   | Match amical                                                                     |
| 10 décembre 1966 | Bangkok      | Japon - Inde | 2-1   | Match amical                                                                     |
| 17 décembre 1970 | Bangkok      | Japon - Inde | 1-0   | Match amical                                                                     |
| 19 décembre 1970 | Bangkok      | Inde - Japon | 1-0   | Match amical                                                                     |
| 21 août 1971     | Malaisie     | Japon - Inde | 1-0   | Match amical                                                                     |
| 8 août 1976      | Kuala Lumpur | Japon - Inde | 5-1   | Match amical                                                                     |
| 3 septembre 1981 | Kuala Lumpur | Japon - Inde | 3-2   | Match amical                                                                     |
| 3 décembre 1998  | Thaïlande    | Japon - Inde | 1-0   | Jeux Asiatiques 1998                                                             |
| 9 juin 2004      | Saitama      | Japon - Inde | 7-0   | Qualifications pour la Coupe du monde 2006 - 2e tour (Groupe 3)                  |
| 8 septembre 2004 | Calcutta     | Inde - Japon | 0-4   | Qualifications pour la Coupe du monde 2006 - 2e tour (Groupe 3)                  |
| 22 février 2006  | Yokohama     | Japon - Inde | 6-0   | Qualifications pour la Coupe d'Asie des Nations 2007 - Tour principal (Groupe A) |
| 11 octobre 2006  | Bangalore    | Inde - Japon | 0-3   | Qualifications pour la Coupe d'Asie des Nations 2007 - Tour principal (Groupe A) |

Bilan
Total de matchs disputés : 16
- Victoires de l'équipe du Japon : 11
- Match nul : 1
- Victoires de l'équipe d'Inde : 4

### Indonésie
Confrontations entre l'Indonésie et le Japon :
| Date              | Lieu         | Match             | Score | Compétition                                                      |
| 1er mai 1954      | Manille      | Indonésie - Japon | 5-3   | Match amical                                                     |
| 18 août 1961      | Singapour    | Indonésie - Japon | 2-0   | Match amical                                                     |
| 8 août 1967       | Taipei       | Japon - Indonésie | 2-1   | Qualifications pour la Coupe d'Asie des nations 1968 (Groupe 3)  |
| 8 août 1970       | Kuala Lumpur | Japon - Indonésie | 4-3   | Match amical                                                     |
| 16 décembre 1970  | Bangkok      | Japon - Indonésie | 4-3   | Match amical                                                     |
| 6 août 1972       | Singapour    | Indonésie - Japon | 1-0   | Match amical                                                     |
| 7 août 1975       | Kuala Lumpur | Japon - Indonésie | 4-1   | Match amical                                                     |
| 10 août 1976      | Kuala Lumpur | Japon - Indonésie | 6-0   | Match amical                                                     |
| 17 juillet 1978   | Kuala Lumpur | Japon - Indonésie | 1-2   | Match amical                                                     |
| 31 mai 1979       | Tokyo        | Japon - Indonésie | 4-0   | Match amical (Coupe Kirin)                                       |
| 11 juillet 1979   | Kuala Lumpur | Japon - Indonésie | 0-0   | Match amical                                                     |
| 24 février 1981   | Jakarta      | Indonésie - Japon | 2-0   | Match amical                                                     |
| 19 septembre 1981 | Kuala Lumpur | Japon - Indonésie | 2-0   | Match amical                                                     |
| 28 mai 1989       | Jakarta      | Indonésie - Japon | 0-0   | Qualifications pour la Coupe du monde 1990 - 1er tour (Groupe 6) |
| 11 juin 1989      | Tokyo        | Japon - Indonésie | 5-0   | Qualifications pour la Coupe du monde 1990 - 1er tour (Groupe 6) |

Bilan
Total de matchs disputés : 15
- Victoires de l'équipe du Japon : 8
- Matchs nuls : 2
- Victoires de l'équipe d'Indonésie : 5

### Irak
Confrontations entre l'Irak et le Japon :
| Date              | Lieu         | Match        | Score      | Compétition                                                     |
| 14 juillet 1978   | Kuala Lumpur | Japon - Irak | 0-0        | Merdeka Tournament (tournoi amical, 1er tour)                   |
| 18 septembre 1981 | Kuala Lumpur | Japon - Irak | 0-2        | Merdeka Tournament (tournoi amical, demi-finale)                |
| 28 novembre 1982  | New Delhi    | Irak - Japon | 1-0 (a.p.) | Jeux asiatiques de 1982 (quart de finale)                       |
| 21 avril 1984     | Lieu inconnu | Irak - Japon | 2-1        | Qualifications olympiques                                       |
| 28 octobre 1993   | Doha         | Irak - Japon | 2-2        | Qualifications pour la Coupe du monde 1994 - Tour final         |
| 24 octobre 2000   | Beyrouth     | Japon - Irak | 4-1        | Coupe d'Asie des nations 2000 - 1/4 Finale                      |
| 12 février 2004   | Tokyo        | Japon - Irak | 2-0        | Match amical                                                    |
| 11 septembre 2012 | Saitama      | Japon - Irak | 1-0        | Qualifications pour la Coupe du monde 2014 - 4e tour (Groupe 2) |
| 11 juin 2013      | Doha         | Irak - Japon | 0-1        | Qualifications pour la Coupe du monde 2014 - 4e tour (Groupe 2) |
| 16 janvier 2015   | Brisbane     | Irak - Japon | 0-1        | Coupe d'Asie des Nations 2015 (1er tour, groupe D)              |
| 11 juin 2015      | Yokohama     | Japon - Irak | 4-0        | Match amical                                                    |
| 6 octobre 2016    | Saitama      | Japon - Irak | 2-1        | Qualifications pour la Coupe du Monde 2018 (3e tour, groupe B)  |
| 13 juin 2017      | Téhéran      | Irak - Japon | 1-1        | Qualifications pour la Coupe du Monde 2018 (3e tour, groupe B)  |

Bilan
Total de matchs disputés : 13
- Victoires de l'équipe du Japon : 7
- Matchs nuls : 3
- Victoires de l'équipe d'Irak : 3

### Iran
Confrontations entre l'Iran et le Japon :
| Date              | Lieu        | Match        | Score           | Compétition                                                                     |
| 7 mars 1951       | New Delhi   | Iran - Japon | 0-0 a.p.        | Match amical                                                                    |
| 9 mars 1951       | New Delhi   | Iran - Japon | 3-2             | Match amical                                                                    |
| 11 décembre 1966  | Bangkok     | Japon - Iran | 3-1             | Match amical                                                                    |
| 18 décembre 1966  | Bangkok     | Iran - Japon | 1-0             | Match amical                                                                    |
| 20 novembre 1982  | New Delhi   | Japon - Iran | 1-0             | Match amical                                                                    |
| 22 septembre 1986 | Daejeon     | Japon - Iran | 0-2             | Match amical                                                                    |
| 4 décembre 1988   | Doha        | Japon - Iran | 0-0             | Coupe d'Asie des nations 1988 - 1er tour (Groupe 1)                             |
| 20 janvier 1989   | Téhéran     | Iran - Japon | 2-2             | Match amical                                                                    |
| 22 janvier 1989   | Téhéran     | Iran - Japon | 3-1             | Match amical                                                                    |
| 1er octobre 1990  | Pékin       | Iran - Japon | 1-0             | Match amical                                                                    |
| 3 novembre 1992   | Hiroshima   | Japon - Iran | 1-0             | Coupe d'Asie des nations 1992 - 1er tour (Groupe 1)                             |
| 18 octobre 1993   | Doha        | Japon - Iran | 0-0             | Qualifications pour la Coupe du monde 1994 - Tour final                         |
| 16 novembre 1997  | Johor Bahru | Japon - Iran | 3-2 (but en or) | Qualifications pour la Coupe du monde de football 1998 - Poule Finale (Barrage) |
| 8 septembre 1999  | Yokohama    | Japon - Iran | 1-1             | Match amical                                                                    |
| 28 juillet 2004   | Chongqing   | Japon - Iran | 1-0             | Coupe d'Asie des nations 2004 - 1er tour (Groupe D)                             |
| 25 mars 2005      | Téhéran     | Iran - Japon | 2-1             | Qualifications pour la Coupe du monde 2006 - 3e tour (Groupe B)                 |
| 17 août 2005      | Yokohama    | Japon - Iran | 2-1             | Qualifications pour la Coupe du monde 2006 - 3e tour (Groupe B)                 |
| 28 janvier 2019   | Al-Aïn      | Japon - Iran | 3-0             | Coupe d'Asie des nations de football 2019 (1/2 finale)                          |

Bilan
Total de matchs disputés : 17
- Victoires de l'équipe d'Iran : 6
- Matchs nuls : 5
- Victoires de l'équipe du Japon : 6

### Islande
Confrontations entre l'Islande et le Japon :
| Date            | Lieu       | Match           | Score | Compétition  |
| 13 août 1971    | Reykjavik  | Islande - Japon | 0-2   | Match amical |
| 30 mai 2004     | Manchester | Islande - Japon | 2-3   | Match amical |
| 24 février 2012 | Ōsaka      | Japon - Islande | 3-1   | Match amical |

Bilan
Total de matchs disputés : 3
- Victoires de l'équipe du Japon : 3
- Match nul : 0
- Victoire de l'équipe d'Islande : 0

### Israël
Confrontations entre l'Israël et le Japon :
| Date             | Lieu     | Match          | Score    | Compétition                                                                         |
| 16 mai 1973      | Séoul    | Israël - Japon | 2-1      | Qualifications pour la Coupe du monde 1974 - 1er tour (Zone A - Match préliminaire) |
| 26 mai 1973      | Séoul    | Israël - Japon | 1-0 a.p. | Qualifications pour la Coupe du monde 1974 - 1er tour (Zone A - 1/2 Finale)         |
| 7 septembre 1974 | Téhéran  | Israël - Japon | 3-0      | Match amical                                                                        |
| 6 mars 1977      | Tel Aviv | Israël - Japon | 2-0      | Qualifications pour la Coupe du monde 1978 - 1er tour (Groupe 2)                    |
| 10 mars 1977     | Tel Aviv | Japon - Israël | 0-2      | Qualifications pour la Coupe du monde 1978 - 1er tour (Groupe 2)                    |

Bilan
Total de matchs disputés : 5
- Victoires de l'équipe d'Israël : 5
- Match nul : 0
- Victoire de l'équipe du Japon : 0

### Italie
Confrontations entre l'Italie et le Japon :
| Date            | Lieu    | Match          | Score | Compétition                              |
| 7 novembre 2001 | Saitama | Japon - Italie | 1-1   | Match amical                             |
| 19 juin 2013    | Recife  | Italie - Japon | 4-3   | Coupe des confédérations 2013 (Groupe A) |

Bilan
Total de matchs disputés : 2
- Victoire de l'équipe du Japon : 0
- Match nul : 1
- Victoire de l'équipe d'Italie : 1

## J

### Jamaïque
Confrontations entre la Jamaïque et le Japon :
| Date            | Lieu       | Match            | Score | Compétition                               |
| 26 juin 1998    | Lyon       | Japon - Jamaïque | 1-2   | Coupe du monde 1998 - 1er tour (Groupe H) |
| 6 juin 2000     | Casablanca | Japon - Jamaïque | 4-0   | Match amical (Tournoi Hassan II)          |
| 16 octobre 2002 | Tokyo      | Japon - Jamaïque | 1-1   | Match amical                              |
| 10 octobre 2014 | Niigata    | Japon - Jamaïque | 1-0   | Match amical                              |

Bilan
Total de matchs disputés : 4
- Victoire de l'équipe du Japon : 2
- Match nul : 1
- Victoire de l'équipe de Jamaïque : 1

### Jordanie
Confrontations entre la Jordanie et le Japon :
| Date            | Lieu         | Match            | Score              | Compétition                                                     |
| 16 avril 1988   | Kuala Lumpur | Japon - Jordanie | 1-1                | Qualifications pour la Coupe d'Asie des nations 1988 (Groupe 2) |
| 31 juillet 2004 | Chongqing    | Japon - Jordanie | 1-1 (t.a.b. : 4-3) | Coupe d'Asie des nations 2004 - 1/4 Finale                      |
| 9 janvier 2011  | Doha         | Japon - Jordanie | 1-1                | Coupe d'Asie des nations 2011 - 1er Tour (Groupe B)             |
| 8 juin 2012     | Saitama      | Japon - Jordanie | 6-0                | Qualifications pour la Coupe du monde 2014 - 4e tour (Groupe 2) |
| 26 mars 2013    | Amman        | Jordanie - Japon | 2-1                | Qualifications pour la Coupe du monde 2014 - 4e tour (Groupe 2) |
| 20 janvier 2015 | Melbourne    | Japon - Jordanie | 2-0                | Coupe d'Asie des Nations 2015 (1er tour, groupe D)              |

Bilan
Total de matchs disputés : 6
- Victoires de l'équipe du Japon : 2
- Matchs nuls : 3
- Victoires de l'équipe de Jordanie : 1

## K

### Kazakhstan
Confrontations entre le Kazakhstan et le Japon :
| Date            | Lieu     | Match              | Score | Compétition                                                                      |
| 4 octobre 1997  | Almaty   | Kazakhstan - Japon | 1-1   | Qualifications pour la Coupe du monde de football 1998 - Poule Finale (Groupe B) |
| 8 novembre 1997 | Tokyo    | Japon - Kazakhstan | 5-1   | Qualifications pour la Coupe du monde de football 1998 - Poule Finale (Groupe B) |
| 29 janvier 2005 | Yokohama | Japon - Kazakhstan | 4-0   | Match amical                                                                     |

Bilan
Total de matchs disputés : 3
- Victoires de l'équipe du Japon : 2
- Match nul : 1
- Victoire de l'équipe du Kazakhstan : 0

### Kirghizistan

#### Confrontations
Confrontations entre le Japon et le Kirghizistan :
|   | Date             | Lieu    | Match                | Score | Compétition                                                         |
| - | ---------------- | ------- | -------------------- | ----- | ------------------------------------------------------------------- |
| 1 | 20 novembre 2018 | Toyota  | Japon - Kirghizistan | 4-0   | Match amical                                                        |
| 2 | 14 novembre 2019 | Bichkek | Kirghizistan - Japon | 0-2   | Éliminatoires de la Coupe d'Asie des nations 2023 (2e tour - gr. F) |
| 3 | 15 juin 2021     | Suita   | Japon - Kirghizistan | 5-1   | Éliminatoires de la Coupe d'Asie des nations 2023 (2e tour - gr. F) |

#### Bilan
Au 15 juin 2022 :
- Total de matchs disputés : 3
- Victoires du Japon : 7
- Matchs nuls : 0
- Victoires du Kirghizistan : 1
- Total de buts marqués par le Japon : 11
- Total de buts marqués par le Kirghizistan : 1

### Koweït
Confrontations entre le Koweït et le Japon :
| Date              | Lieu         | Match          | Score | Compétition                                                     |
| 10 décembre 1978  | Bangkok      | Koweït - Japon | 2-0   | Match amical                                                    |
| 24 septembre 1986 | Daejeon      | Japon - Koweït | 0-2   | Match amical                                                    |
| 8 avril 1988      | Kuala Lumpur | Koweït - Japon | 1-0   | Qualifications pour la Coupe d'Asie des nations 1988 (Groupe 2) |
| 15 décembre 1996  | Al Ain       | Koweït - Japon | 2-0   | Coupe d'Asie des nations 1996 - 1/4 Finale                      |

Bilan
Total de matchs disputés : 4
- Victoires de l'équipe du Koweït : 4
- Match nul : 1
- Victoire de l'équipe du Japon : 0

## L

### Lettonie
Confrontations entre la Lettonie et le Japon :
| Date           | Lieu | Match            | Score | Compétition  |
| 8 octobre 2005 | Riga | Lettonie - Japon | 2-2   | Match amical |

Bilan
Total de matchs disputés : 1
- Victoire de l'équipe du Japon : 0
- Match nul : 1
- Victoire de l'équipe de Lettonie : 0

## M

### Macao
Confrontations entre Macao et le Japon :
| Date             | Lieu      | Match         | Score | Compétition                                                                           |
| 28 décembre 1980 | Hong Kong | Japon - Macao | 3-0   | Qualifications pour la Coupe du monde 1982 (Groupe 4 - Tour intermédiaire - Groupe A) |
| 25 mars 1997     | Mascate   | Macao - Japon | 0-10  | Qualifications pour la Coupe du monde de football 1998 - 1er tour (Groupe 4)          |
| 22 juin 1997     | Tokyo     | Japon - Macao | 10-0  | Qualifications pour la Coupe du monde de football 1998 - 1er tour (Groupe 4)          |
| 20 février 2000  | Macao     | Macao - Japon | 0-3   | Qualifications pour la Coupe d'Asie des nations 2000 (Groupe 10)                      |

Bilan
Total de matchs disputés : 4
- Victoire de l'équipe du Japon : 4
- Match nul : 0
- Victoire de l'équipe de Macao : 0

### Malaisie
Confrontations entre la Malaisie et le Japon :
| Date             | Lieu         | Match            | Score | Compétition                                                     |
| 28 décembre 1958 | Kuala Lumpur | Malaisie - Japon | 6-2   | Match amical                                                    |
| 4 janvier 1959   | Penang       | Malaisie - Japon | 1-3   | Match amical                                                    |
| 28 mai 1961      | Tokyo        | Japon - Malaisie | 3-2   | Match amical                                                    |
| 2 août 1961      | Kuala Lumpur | Malaisie - Japon | 3-2   | Match amical                                                    |
| 8 août 1962      | Kuala Lumpur | Malaisie - Japon | 2-2   | Match amical                                                    |
| 8 août 1963      | Kuala Lumpur | Malaisie - Japon | 3-4   | Match amical                                                    |
| 27 mars 1965     | Kuala Lumpur | Malaisie - Japon | 1-1   | Match amical                                                    |
| 14 décembre 1966 | Bangkok      | Japon - Malaisie | 1-0   | Match amical                                                    |
| 10 décembre 1970 | Bangkok      | Japon - Malaisie | 1-0   | Match amical                                                    |
| 22 juillet 1972  | Kuala Lumpur | Malaisie - Japon | 3-1   | Match amical                                                    |
| 5 septembre 1974 | Téhéran      | Malaisie - Japon | 1-1   | Match amical                                                    |
| 2 août 1975      | Kuala Lumpur | Malaisie - Japon | 2-0   | Match amical                                                    |
| 20 août 1976     | Kuala Lumpur | Malaisie - Japon | 2-2   | Match amical                                                    |
| 22 août 1976     | Kuala Lumpur | Malaisie - Japon | 2-0   | Match amical                                                    |
| 21 juillet 1978  | Kuala Lumpur | Malaisie - Japon | 4-1   | Match amical                                                    |
| 27 juin 1979     | Kuala Lumpur | Malaisie - Japon | 1-1   | Match amical                                                    |
| 8 février 1981   | Kuantan      | Malaisie - Japon | 0-1   | Match amical                                                    |
| 10 février 1981  | Kuala Lumpur | Malaisie - Japon | 1-1   | Match amical                                                    |
| 19 juin 1981     | Daegu        | Japon - Malaisie | 2-0   | Match amical                                                    |
| 30 août 1981     | Kuala Lumpur | Malaisie - Japon | 0-2   | Match amical                                                    |
| 11 avril 1988    | Kuala Lumpur | Japon - Malaisie | 1-0   | Qualifications pour la Coupe d'Asie des nations 1988 (Groupe 2) |
| 7 février 2004   | Ibaraki      | Japon - Malaisie | 4-0   | Match amical                                                    |

Bilan
Total de matchs disputés : 22
- Victoires de l'équipe du Japon : 10
- Matchs nuls : 6
- Victoires de l'équipe de Malaisie : 6

### Malte
Confrontations entre Malte et le Japon :
| Date        | Lieu       | Match         | Score | Compétition  |
| 4 juin 2006 | Düsseldorf | Japon - Malte | 1-0   | Match amical |

Bilan
Total de matchs disputés : 1
- Victoire de l'équipe du Japon : 1
- Match nul : 0
- Victoire de l'équipe de Malte : 0

### Mexique
Confrontations entre le Mexique et le Japon :
| Date             | Lieu           | Match           | Score | Compétition                                         |
| 29 mai 1996      | Fukuoka        | Japon - Mexique | 3-2   | Match amical (Coupe Kirin)                          |
| 31 mai 1998      | Lausanne       | Japon - Mexique | 1-2   | Match amical                                        |
| 5 mai 2000       | Hong Kong      | Japon - Mexique | 0-1   | Match amical                                        |
| 16 juin 2005     | Hanovre        | Japon - Mexique | 1-2   | Coupe des confédérations 2005 - 1er tour (groupe B) |
| 22 juin 2013     | Belo Horizonte | Japon - Mexique | 1-2   | Coupe des confédérations 2005 - 1er tour (groupe A) |
| 17 novembre 2020 | Graz           | Japon - Mexique | 0-2   | Match amical                                        |

- Les 2 équipes se sont aussi affronté en match pour la 3e place lors des JO de Mexico 1968, avec à la clé une victoire nippone 2-0 face au pays hôte.

Bilan
Total de matchs disputés : 6
- Victoires de l'équipe du Mexique : 6
- Match nul : 1
- Victoire de l'équipe du Japon : 1

### Monténégro
Confrontations entre le Monténégro et le Japon :
| Date          | Lieu     | Match              | Score | Compétition                |
| 1er juin 2007 | Shizuoka | Japon - Monténégro | 2-0   | Match amical (Coupe Kirin) |

Bilan
Total de matchs disputés : 1
- Victoire de l'équipe du Japon : 1
- Match nul : 0
- Victoire de l'équipe du Monténégro : 0

## N

### Népal
Confrontations entre le Népal et le Japon :
| Date              | Lieu    | Match         | Score | Compétition                                                                  |
| 20 septembre 1986 | Daejeon | Népal - Japon | 0-5   | Match amical                                                                 |
| 27 mars 1997      | Mascate | Népal - Japon | 0-6   | Qualifications pour la Coupe du monde de football 1998 - 1er tour (Groupe 4) |
| 25 juin 1997      | Tokyo   | Japon - Népal | 3-0   | Qualifications pour la Coupe du monde de football 1998 - 1er tour (Groupe 4) |

Bilan
Total de matchs disputés : 3
- Victoires de l'équipe du Japon : 3
- Match nul : 0
- Victoires de l'équipe du Népal : 0

### Nigeria
Confrontations entre le Nigeria et le Japon :
| Date           | Lieu        | Match           | Score | Compétition                              |
| 6 janvier 1995 | Riyad       | Japon - Nigeria | 0-3   | Coupe des confédérations 1995 (Groupe B) |
| 7 octobre 2001 | Southampton | Nigeria - Japon | 2-2   | Match amical                             |
| 20 août 2003   | Tokyo       | Japon - Nigeria | 3-0   | Match amical                             |

Bilan
Total de matchs disputés : 3
- Victoire de l'équipe du Japon : 1
- Match nul : 1
- Victoire de l'équipe du Nigeria : 1

### Norvège
Confrontations entre la Norvège et le Japon :
| Date        | Lieu | Match           | Score | Compétition  |
| 14 mai 2002 | Oslo | Norvège - Japon | 3-0   | Match amical |

Bilan
Total de matchs disputés : 1
- Victoires de l'équipe de Norvège : 1
- Match nul : 0
- Victoire de l'équipe du Japon : 0

### Nouvelle-Zélande
Confrontations entre la Nouvelle-Zélande et le Japon :
| Date              | Lieu         | Match                    | Score | Compétition                                         |
| 12 septembre 1981 | Kuala Lumpur | Japon - Nouvelle-Zélande | 0-1   | Match amical                                        |
| 18 juin 2003      | Saint-Denis  | Nouvelle-Zélande - Japon | 0-3   | Coupe des confédérations 2003 - 1er tour (Groupe A) |
| 5 mars 2014       | Tokyo        | Japon - Nouvelle-Zélande | 4-2   | Match amical                                        |
| 6 octobre 2017    | Toyota       | Japon - Nouvelle-Zélande | 2-1   | Match amical                                        |

Bilan
Total de matchs disputés : 4
- Victoire de l'équipe du Japon : 3
- Match nul : 0
- Victoire de l'équipe de Nouvelle-Zélande : 1

## O

### Oman
Confrontations entre Oman et le Japon :
| Date             | Lieu      | Match        | Score | Compétition                                                                  |
| 2 février 1988   | Mascate   | Oman - Japon | 1-1   | Match amical                                                                 |
| 23 mars 1997     | Mascate   | Oman- Japon  | 0-1   | Qualifications pour la Coupe du monde de football 1998 - 1er tour (Groupe 4) |
| 28 juin 1997     | Tokyo     | Japon - Oman | 1-1   | Qualifications pour la Coupe du monde de football 1998 - 1er tour (Groupe 4) |
| 18 février 2004  | Saitama   | Japon - Oman | 1-0   | Qualifications pour la Coupe du monde 2006 - 2e tour (Groupe 3)              |
| 28 juillet 2004  | Chongqing | Japon - Oman | 1-0   | Coupe d'Asie des nations 2004 - 1er tour (Groupe D)                          |
| 13 octobre 2004  | Mascate   | Oman - Japon | 0-1   | Qualifications pour la Coupe du monde 2006 - 2e tour (Groupe 3)              |
| 2 juin 2008      | Yokohama  | Japon - Oman | 3-0   | Qualifications pour la Coupe du monde 2010 - 4e tour (Groupe 1)              |
| 7 juin 2008      | Mascate   | Oman - Japon | 1-1   | Qualifications pour la Coupe du monde 2010 - 4e tour (Groupe 1)              |
| 3 juin 2012      | Saitama   | Japon - Oman | 3-0   | Qualifications pour la Coupe du monde 2014 - 4e tour (Groupe 2)              |
| 14 novembre 2012 | Mascate   | Oman - Japon | 1-2   | Qualifications pour la Coupe du monde 2014 - 4e tour (Groupe 2)              |
| 11 novembre 2016 | Kashima   | Japon - Oman | 4-0   | Match amical                                                                 |
| 2 septembre 2021 | Suita     | Japon - Oman | 0-1   | Éliminatoires de la Coupe du monde de football 2022                          |

Bilan
Total de matchs disputés : 12
- Victoires de l'équipe du Japon : 8
- Matchs nuls : 3
- Victoire de l'équipe d'Oman : 1

### Ouzbékistan
Confrontations entre l'Ouzbékistan et le Japon :
| Date              | Lieu     | Match               | Score | Compétition                                                                      |
| 11 septembre 1996 | Tokyo    | Japon - Ouzbékistan | 1-0   | Match amical                                                                     |
| 9 décembre 1996   | Al Ain   | Japon - Ouzbékistan | 4-0   | Coupe d'Asie des nations 1996 - 1er tour (Groupe C)                              |
| 7 septembre 1997  | Tokyo    | Japon - Ouzbékistan | 6-3   | Qualifications pour la Coupe du monde de football 1998 - Poule Finale (Groupe B) |
| 11 octobre 1997   | Tachkent | Ouzbékistan - Japon | 1-1   | Qualifications pour la Coupe du monde de football 1998 - Poule Finale (Groupe B) |
| 17 octobre 2000   | Saïda    | Japon - Ouzbékistan | 8-1   | Coupe d'Asie des nations 2000 - 1er Tour (Groupe C)                              |
| 5 octobre 2002    | Masan    | Japon - Ouzbékistan | 1-0   | Jeux asiatiques de 2002 (1er tour, groupe D)                                     |
| 15 octobre 2008   | Saitama  | Japon - Ouzbékistan | 1-1   | Qualifications pour la Coupe du monde 2010 - 4e tour (Groupe 1)                  |
| 6 juin 2009       | Tachkent | Ouzbékistan - Japon | 0-1   | Qualifications pour la Coupe du monde 2010 - 4e tour (Groupe 1)                  |
| 6 septembre 2011  | Tachkent | Ouzbékistan - Japon | 1-1   | Qualifications pour la Coupe du monde 2014 - 3e tour (Groupe C)                  |
| 29 février 2012   | Toyota   | Japon - Ouzbékistan | 0-1   | Qualifications pour la Coupe du monde 2014 - 3e tour (Groupe C)                  |
| 31 mars 2015      | Tokyo    | Japon - Ouzbékistan | 5-1   | Match amical                                                                     |

Bilan
Total de matchs disputés : 11
- Victoires de l'équipe du Japon : 7
- Matchs nuls : 3
- Victoire de l'équipe d'Ouzbékistan : 1

## P

### Pakistan
Confrontations entre le Pakistan et le Japon :
| Date              | Lieu         | Match            | Score | Compétition                                                     |
| 12 septembre 1962 | Kuala Lumpur | Pakistan - Japon | 1-1   | Match amical                                                    |
| 18 avril 1988     | Kuala Lumpur | Pakistan - Japon | 1-4   | Qualifications pour la Coupe d'Asie des nations 1988 (Groupe 2) |

Bilan
Total de matchs disputés : 2
- Victoire de l'équipe du Japon : 1
- Match nul : 1
- Victoire de l'équipe du Pakistan : 0

### Paraguay

#### Confrontations
Confrontations entre le Japon et le Paraguay en matchs officiels.
|    | Date              | Lieu      | Match            | Score             | Compétition                             |
| -- | ----------------- | --------- | ---------------- | ----------------- | --------------------------------------- |
| 1  | 20 septembre 1995 | Tokyo     | Japon - Paraguay | 1-2               | Match amical                            |
| 2  | 17 mai 1998       | Tokyo     | Japon - Paraguay | 1-1               | Coupe Kirin 1998                        |
| 3  | 2 juillet 1999    | Asuncion  | Paraguay - Japon | 4-0               | Copa América 1999 - 1er tour (Groupe A) |
| 4  | 1er juillet 2001  | Sapporo   | Japon - Paraguay | 2-0               | Coupe Kirin 2001                        |
| 5  | 11 juin 2003      | Saitama   | Japon - Paraguay | 0-0               | Coupe Kirin 2003                        |
| 6  | 27 mai 2008       | Saitama   | Japon - Paraguay | 0-0               | Coupe Kirin 2008                        |
| 7  | 29 juin 2010      | Pretoria  | Paraguay-Japon   | 0-0 (t.a.b : 5-3) | Coupe du monde 2010 - 1/8 Finale        |
| 8  | 4 septembre 2010  | Yokohama  | Japon - Paraguay | 1-0               | Match amical                            |
| 9  | 12 juin 2018      | Innsbruck | Japon - Paraguay | 4-2               | Match amical                            |
| 10 | 5 septembre 2019  | Kashima   | Japon - Paraguay | 2-0               | Match amical                            |
| 11 | 2 juin 2022       | Sapporo   | Japon - Paraguay | 4-1               | Match amical                            |

#### Bilan
Au 15 juin 2022 :
- Total de matchs disputés : 11
- Victoires du Paraguay : 3
- Matchs nuls : 4
- Victoires du Japon : 8
- Total de buts marqués par le Paraguay : 10
- Total de buts marqués par le Japon : 15

### Pays de Galles
Confrontations entre le Pays de Galles et le Japon :
| Date        | Lieu      | Match                  | Score | Compétition                |
| 7 juin 1992 | Matsuyama | Japon - Pays de Galles | 0-1   | Match amical (Coupe Kirin) |

Bilan
Total de matchs disputés : 1
- Victoire de l'équipe du Pays de Galles : 1
- Match nul : 0
- Victoire de l'équipe du Japon : 0

### Pays-Bas
Confrontations entre les Pays-Bas et le Japon :
| Date             | Lieu     | Match            | Score | Compétition                               |
| 5 septembre 2009 | Enschede | Pays-Bas - Japon | 3-0   | Match amical                              |
| 19 juin 2010     | Durban   | Pays-Bas - Japon | 1-0   | Coupe du monde 2010 - 1er tour (Groupe E) |
| 16 novembre 2013 | Genk     | Pays-Bas - Japon | 2-2   | Match amical                              |

Bilan
Total de matchs disputés : 3
- Victoires de l'équipe des Pays-Bas : 2
- Match nul : 1
- Victoire de l'équipe du Japon : 0

### Pérou
Confrontations entre le Pérou et le Japon :
| Date          | Lieu     | Match         | Score | Compétition                             |
| 6 juin 1999   | Yokohama | Japon - Pérou | 0-0   | Match amical (Coupe Kirin)              |
| 29 juin 1999  | Asuncion | Pérou - Japon | 3-2   | Copa América 1999 - 1er tour (Groupe A) |
| 22 mai 2005   | Niigata  | Japon - Pérou | 0-1   | Match amical (Coupe Kirin)              |
| 24 mars 2007  | Yokohama | Japon - Pérou | 2-0   | Match amical                            |
| 1er juin 2011 | Niigata  | Japon - Pérou | 0-0   | Match amical (Coupe Kirin)              |
| 20 juin 2023  | Suita    | Japon - Pérou | 4-1   | Match amical                            |

Bilan
Total de matchs disputés : 6
- Victoires de l'équipe du Pérou : 2
- Matchs nuls : 2
- Victoire de l'équipe du Japon : 2

### Philippines
Confrontations entre les Philippines et le Japon :
| Date             | Lieu         | Match               | Score | Compétition                                                     |
| 7 mai 1917       | Tokyo        | Japon - Philippines | 2-15  | Match amical                                                    |
| 1er juin 1921    | Shanghai     | Philippines - Japon | 3-0   | Match amical                                                    |
| 23 mai 1923      | Ōsaka        | Japon - Philippines | 1-2   | Match amical                                                    |
| 20 mai 1925      | Manille      | Philippines - Japon | 4-0   | Match amical                                                    |
| 29 août 1927     | Shanghai     | Philippines - Japon | 1-2   | Match amical                                                    |
| 25 mai 1930      | Tokyo        | Japon - Philippines | 7-2   | Match amical                                                    |
| 15 mai 1934      | Manille      | Philippines - Japon | 3-4   | Match amical                                                    |
| 16 juin 1940     | Tokyo        | Japon - Philippines | 1-0   | Match amical                                                    |
| 26 mai 1958      | Tokyo        | Japon - Philippines | 0-1   | Match amical                                                    |
| 3 août 1967      | Taipei       | Japon - Philippines | 2-0   | Qualifications pour la Coupe d'Asie des nations 1968 (Groupe 3) |
| 18 juillet 1972  | Kuala Lumpur | Philippines - Japon | 1-5   | Match amical                                                    |
| 4 août 1972      | Singapour    | Philippines - Japon | 1-4   | Match amical                                                    |
| 3 septembre 1974 | Téhéran      | Japon - Philippines | 4-0   | Match amical                                                    |

Bilan
Total de matchs disputés : 13
- Victoires de l'équipe du Japon : 8
- Match nul : 0
- Victoires de l'équipe des Philippines : 5

### Pologne
Confrontations entre la Pologne et le Japon :
| Date            | Lieu      | Match           | Score | Compétition                    |
| 19 février 1996 | Hong Kong | Japon - Pologne | 5-0   | Match amical                   |
| 27 mars 2002    | Łódź      | Pologne - Japon | 0-2   | Match amical                   |
| 28 juin 2018    | Volgograd | Japon - Pologne | 0-1   | Coupe du monde 2018 (Groupe H) |

Bilan
Total de matchs disputés : 3
- Victoires de l'équipe du Japon : 2
- Match nul : 0
- Victoire de l'équipe de Pologne : 1

## Q

### Qatar
Confrontations entre le Qatar et le Japon :
| Date             | Lieu      | Match         | Score | Compétition                                                     |
| 25 février 1983  | Doha      | Qatar - Japon | 1-0   | Match amical                                                    |
| 12 décembre 1988 | Doha      | Japon - Qatar | 0-3   | Coupe d'Asie des nations 1988 - 1er tour (Groupe 1)             |
| 7 octobre 1994   | Hiroshima | Japon - Qatar | 1-1   | Match amical                                                    |
| 20 octobre 2000  | Saïda     | Japon - Qatar | 1-1   | Coupe d'Asie des nations 2000 - 1er Tour (Groupe C)             |
| 9 juillet 2007   | Hanoï     | Japon - Qatar | 1-1   | Coupe d'Asie des nations 2007 - 1er tour (Groupe B)             |
| 19 novembre 2008 | Doha      | Qatar - Japon | 0-3   | Qualifications pour la Coupe du monde 2010 - 4e tour (Groupe 1) |
| 10 juin 2009     | Yokohama  | Japon - Qatar | 1-1   | Qualifications pour la Coupe du monde 2010 - 4e tour (Groupe 1) |
| 29 janvier 2011  | Doha      | Qatar - Japon | 2-3   | Coupe d'Asie des nations 2011 - 1/4 Finale                      |
| 1er février 2019 | Abou Dabi | Qatar - Japon | 3-1   | Finale de la Coupe d'Asie des nations de football 2019          |

Bilan
Total de matchs disputés : 9
- Victoires de l'équipe du Japon : 2
- Matchs nuls : 4
- Victoires de l'équipe du Qatar : 3

## R

### République tchèque
Confrontations entre la République tchèque et le Japon :
| Date          | Lieu     | Match                      | Score | Compétition                |
| 24 mai 1998   | Yokohama | Japon - République tchèque | 0-0   | Match amical (Coupe Kirin) |
| 28 avril 2004 | Prague   | République tchèque - Japon | 0-1   | Match amical               |
| 7 juin 2011   | Yokohama | Japon - République tchèque | 0-0   | Match amical (Coupe Kirin) |

Bilan
Total de matchs disputés : 3
- Victoire de l'équipe du Japon : 1
- Matchs nuls : 2
- Victoire de l'équipe de République tchèque : 0

### Roumanie
Confrontations entre la Roumanie et le Japon :
| Date            | Lieu      | Match            | Score | Compétition  |
| 23 juillet 1974 | Constanţa | Roumanie - Japon | 4-1   | Match amical |
| 15 juillet 1976 | Suceava   | Roumanie - Japon | 4-0   | Match amical |
| 18 juillet 1982 | Bucarest  | Roumanie - Japon | 3-1   | Match amical |
| 11 octobre 2003 | Bucarest  | Roumanie - Japon | 1-1   | Match amical |

Bilan
Total de matchs disputés : 4
- Victoires de l'équipe de Roumanie : 3
- Match nul : 1
- Victoire de l'équipe du Japon : 0

### Russie
Confrontations entre la Russie et le Japon :
| Date        | Lieu     | Match          | Score | Compétition                    |
| 9 juin 2002 | Yokohama | Japon - Russie | 1-0   | Coupe du monde 2002 (Groupe H) |

Bilan
Total de matchs disputés : 1
- Victoire de l'équipe du Japon : 1
- Match nul : 0
- Victoire de l'équipe de Russie : 0

## S

### Salvador
Confrontations entre le Japon et le Salvador en matchs officiels.
|   | Date         | Lieu   | Match            | Score | Compétition  |
| - | ------------ | ------ | ---------------- | ----- | ------------ |
| 1 | 9 juin 2019  | Rifu   | Japon - Salvador | 2-0   | Match amical |
| 2 | 15 juin 2023 | Toyota | Japon - Salvador | 6-0   | Match amical |

Bilan
Total de matchs disputés : 1
- Victoires de l'équipe du Japon : 2
- Match nul : 0
- Victoires de l'équipe du Salvador : 0
- Buts marqués par le Japon: 8
- Buts marqués par le Salvador: 0

### Sénégal
Confrontations entre le Sénégal et le Japon :
| Date              | Lieu           | Match           | Score | Compétition                    |
| 27 mai 1987       | Hiroshima      | Japon - Sénégal | 2-2   | Match amical (Coupe Kirin)     |
| 4 octobre 2001    | Lens           | Japon - Sénégal | 0-2   | Match amical                   |
| 10 septembre 2003 | Niigata        | Japon - Sénégal | 0-1   | Match amical                   |
| 24 juin 2018      | Iekaterinbourg | Japon - Sénégal | 2-2   | Coupe du monde 2018 (Groupe H) |

Bilan
Total de matchs disputés : 3
- Victoires de l'équipe du Sénégal : 2
- Match nul : 2
- Victoire de l'équipe du Japon : 0

### Serbie
Confrontations entre la Serbie et le Japon :
| Date            | Lieu     | Match          | Score | Compétition  |
| 7 avril 2010    | Ōsaka    | Japon - Serbie | 0-3   | Match amical |
| 11 octobre 2013 | Novi Sad | Serbie - Japon | 2-0   | Match amical |
| 11 juin 2021    | Kobe     | Japon - Serbie | 1-0   | Match amical |

Bilan
Total de matchs disputés : 3
- Victoire de l'équipe de Serbie : 3
- Match nul : 0
- Victoire de l'équipe du Japon : 0

### Serbie-et-Monténégro
Confrontations entre la Serbie-et-Monténégro et le Japon :
| Date            | Lieu     | Match                        | Score | Compétition                |
| 13 juillet 2004 | Yokohama | Japon - Serbie-et-Monténégro | 1-0   | Match amical (Coupe Kirin) |

Bilan
Total de matchs disputés : 1
- Victoire de l'équipe du Japon : 1
- Match nul : 0
- Victoire de l'équipe de Serbie-et-Monténégro : 0

### Singapour
Confrontations entre Singapour et le Japon :
| Date              | Lieu         | Match             | Score | Compétition                                                               |
| 10 janvier 1959   | Singapour    | Singapour - Japon | 3-4   | Match amical                                                              |
| 11 janvier 1959   | Singapour    | Singapour - Japon | 3-2   | Match amical                                                              |
| 3 septembre 1959  | Kuala Lumpur | Singapour - Japon | 1-4   | Match amical                                                              |
| 21 septembre 1962 | Singapour    | Singapour - Japon | 2-1   | Match amical                                                              |
| 3 mars 1964       | Singapour    | Singapour - Japon | 1-2   | Match amical                                                              |
| 25 mars 1965      | Singapour    | Singapour - Japon | 1-4   | Match amical                                                              |
| 16 décembre 1966  | Bangkok      | Singapour - Japon | 1-5   | Match amical                                                              |
| 19 décembre 1966  | Bangkok      | Japon - Singapour | 2-0   | Match amical                                                              |
| 10 août 1970      | Kuala Lumpur | Singapour - Japon | 0-4   | Match amical                                                              |
| 12 février 1974   | Singapour    | Singapour - Japon | 0-1   | Match amical                                                              |
| 21 juin 1975      | Hong Kong    | Japon - Singapour | 2-1   | Qualifications pour la Coupe d'Asie des nations 1976 (Groupe 4-B)         |
| 23 juillet 1978   | Kuala Lumpur | Singapour - Japon | 2-1   | Match amical                                                              |
| 13 juillet 1979   | Kuala Lumpur | Singapour - Japon | 1-3   | Match amical                                                              |
| 22 décembre 1980  | Hong Kong    | Singapour - Japon | 0-1   | Qualifications pour la Coupe du monde 1982 (Groupe 4 - Tour préliminaire) |
| 17 février 1981   | Singapour    | Singapour - Japon | 0-1   | Match amical                                                              |
| 19 février 1981   | Singapour    | Singapour - Japon | 0-0   | Match amical                                                              |
| 2 juin 1982       | Tokyo        | Japon - Singapour | 2-0   | Match amical (Coupe Kirin)                                                |
| 23 février 1985   | Singapour    | Singapour - Japon | 1-3   | Qualifications pour la Coupe du monde 1986 - 1er tour (Groupe 4)          |
| 18 mai 1985       | Tokyo        | Japon - Singapour | 5-0   | Qualifications pour la Coupe du monde 1986 - 1er tour (Groupe 4)          |
| 13 février 2000   | Macao        | Singapour - Japon | 0-3   | Qualifications pour la Coupe d'Asie des nations 2000 (Groupe 10)          |
| 31 mars 2004      | Singapour    | Singapour - Japon | 1-2   | Qualifications pour la Coupe du monde 2006 - 2e tour (Groupe 3)           |
| 17 novembre 2004  | Saitama      | Japon - Singapour | 1-0   | Qualifications pour la Coupe du monde 2006 - 2e tour (Groupe 3)           |
| 16 juin 2015      | Saitama      | Japon - Singapour | 0-0   | Qualifications pour la Coupe du Monde 2018 (2e tour, Groupe E)            |
| 12 novembre 2015  | Singapour    | Singapour - Japon | 0-3   | Qualifications pour la Coupe du Monde 2018 (2e tour, Groupe E)            |

Bilan
Total de matchs disputés : 24
- Victoires de l'équipe du Japon : 19
- Matchs nuls : 2
- Victoires de l'équipe de Singapour : 3

### Slovaquie
Confrontations entre la Slovaquie et le Japon :
| Date           | Lieu      | Match             | Score | Compétition                |
| 11 juin 2000   | Miyagi    | Japon - Slovaquie | 1-1   | Match amical (Coupe Kirin) |
| 29 avril 2002  | Tokyo     | Japon - Slovaquie | 1-0   | Match amical (Coupe Kirin) |
| 9 juillet 2004 | Hiroshima | Japon - Slovaquie | 3-1   | Match amical (Coupe Kirin) |

Bilan
Total de matchs disputés : 3
- Victoires de l'équipe du Japon : 2
- Match nul : 1
- Victoire de l'équipe de Slovaquie : 0

### Sri Lanka
Confrontations entre le Sri Lanka et le Japon :
| Date            | Lieu         | Match             | Score | Compétition                                                                  |
| 16 juillet 1972 | Kuala Lumpur | Sri Lanka - Japon | 0-5   | Match amical                                                                 |
| 15 avril 1993   | Tokyo        | Japon - Sri Lanka | 5-0   | Qualifications pour la Coupe du monde de football 1994 - 1er tour (Groupe F) |
| 5 mai 1993      | Dubaï        | Sri Lanka - Japon | 0-6   | Qualifications pour la Coupe du monde de football 1994 - 1er tour (Groupe F) |

Bilan
Total de matchs disputés : 3
- Victoires de l'équipe du Japon : 3
- Match nul : 0
- Victoire de l'équipe du Sri Lanka : 0

### Suède
Confrontations entre la Suède et le Japon :
| Date            | Lieu       | Match         | Score              | Compétition  |
| 10 juin 1995    | Nottingham | Suède - Japon | 2-2                | Match amical |
| 22 février 1996 | Hong Kong  | Japon - Suède | 1-1 (t.a.b. : 4-5) | Match amical |
| 25 mai 2002     | Tokyo      | Japon - Suède | 1-1                | Match amical |

Bilan
Total de matchs disputés : 3
- Victoire de l'équipe du Japon : 0
- Matchs nuls : 3
- Victoire de l'équipe de Suède : 0

### Suisse
Confrontations entre la Suisse et le Japon :
| Date              | Lieu       | Match          | Score | Compétition  |
| 23 janvier 1993   | Hong Kong  | Suisse - Japon | 1-1   | Match amical |
| 11 septembre 2007 | Klagenfurt | Suisse - Japon | 3-4   | Match amical |
| 8 juin 2018       | Lugano     | Suisse - Japon | 2-0   | Match amical |

Bilan
Total de matchs disputés : 3
- Victoire de l'équipe du Japon : 1
- Match nul : 1
- Victoire de l'équipe de Suisse : 1

### Syrie
Confrontations entre la Syrie et le Japon :
| Date             | Lieu         | Match         | Score | Compétition                                                    |
| 17 juillet 1978  | Kuala Lumpur | Syrie - Japon | 2-3   | Match amical                                                   |
| 7 juin 1983      | Tokyo        | Japon - Syrie | 1-0   | Match amical (Coupe Kirin)                                     |
| 25 juillet 1986  | Kuala Lumpur | Japon - Syrie | 2-1   | 1er tour (groupe B) de la Merdeka Tournament (tournoi amical)  |
| 6 décembre 1996  | Al Ain       | Japon - Syrie | 2-1   | Coupe d'Asie des nations 1996 - 1er tour (Groupe C)            |
| 2 février 2005   | Saitama      | Japon - Syrie | 3-0   | Match amical                                                   |
| 13 novembre 2008 | Kobe         | Japon - Syrie | 3-1   | Match amical                                                   |
| 13 janvier 2011  | Doha         | Syrie - Japon | 1-2   | Coupe d'Asie des nations 2011 - 1er Tour (Groupe B)            |
| 8 octobre 2015   | Sib Oman     | Syrie - Japon | 0-3   | Qualifications pour la Coupe du Monde 2018 (2e tour, Groupe E) |
| 29 mars 2016     | Saitama      | Japon - Syrie | 5-0   | Qualifications pour la Coupe du Monde 2018 (2e tour, Groupe E) |
| 7 juin 2017      | Chōfu        | Japon - Syrie | 1-1   | Match amical                                                   |
| 21 novembre 2023 | Djeddah      | Syrie - Japon | 0-5   | Qualifications pour la Coupe du Monde 2026 (2e tour, Groupe B) |
| 11 juin 2024     | Hiroshima    | Japon - Syrie | 5-0   | Qualifications pour la Coupe du Monde 2026 (2e tour, Groupe B) |

Bilan
Total de matchs disputés : 12
- Victoires de l'équipe du Japon : 11
- Match nul : 1
- Victoire de l'équipe de Syrie : 0

## T

### Tadjikistan
Confrontations entre le Tadjikistan et le Japon :
| Date             | Lieu      | Match               | Score | Compétition                                                     |
| 11 octobre 2011  | Ōsaka     | Japon - Tadjikistan | 8-0   | Qualifications pour la Coupe du monde 2014 - 3e tour (Groupe C) |
| 11 novembre 2011 | Douchanbé | Tadjikistan - Japon | 0-4   | Qualifications pour la Coupe du monde 2014 - 3e tour (Groupe C) |
| 7 juin 2021      | Suita     | Japon - Tadjikistan | 4-1   | Éliminatoires de la Zone Asie Coupe du monde 2022               |

Bilan
Total de matchs disputés : 3
- Victoires de l'équipe du Japon : 6
- Match nul : 0
- Victoire de l'équipe du Tadjikistan : 1

### Taïwan
Confrontations entre Taïwan et le Japon :
| Date            | Lieu         | Match          | Score | Compétition                                                     |
| 15 août 1963    | Kuala Lumpur | Taïwan - Japon | 2-0   | Match amical                                                    |
| 30 juillet 1967 | Taipei       | Taïwan - Japon | 2-2   | Qualifications pour la Coupe d'Asie des nations 1968 (Groupe 3) |
| 16 août 1970    | Kuala Lumpur | Taïwan - Japon | 2-3   | Match amical                                                    |

Bilan
Total de matchs disputés : 3
- Victoire de l'équipe du Japon : 1
- Match nul : 1
- Victoire de l'équipe de Taïwan : 1

### Thaïlande
Confrontations entre la Thaïlande et le Japon :
| Date              | Lieu         | Match             | Score | Compétition                                                                  |
| 12 août 1960      | Malaisie     | Thaïlande - Japon | 1-3   | Merdeka Tournament (tournoi amical, 1er tour, groupe B)                      |
| 25 août 1962      | Jakarta      | Japon - Thaïlande | 3-1   | Jeux asiatiques de 1962 (1er tour, groupe A)                                 |
| 10 août 1963      | Kuala Lumpur | Thaïlande - Japon | 1-4   | Merdeka Tournament (tournoi amical)                                          |
| 25 août 1964      | Kuala Lumpur | Thaïlande - Japon | 2-2   | Merdeka Tournament (tournoi amical, 1er tour, groupe A)                      |
| 25 août 1965      | Malaisie     | Thaïlande - Japon | 0-0   | Merdeka Tournament (tournoi amical, 1er tour, groupe B)                      |
| 17 décembre 1966  | Bangkok      | Thaïlande - Japon | 1-5   | Jeux asiatiques de 1966 (quart de finale du groupe A)                        |
| 23 août 1968      | Kuala Lumpur | Thaïlande - Japon | 1-2   | Merdeka Tournament (tournoi amical, match pour la 7e place)                  |
| 4 août 1970       | Kuala Lumpur | Thaïlande - Japon | 0-0   | Merdeka Tournament (tournoi amical, 1er tour, groupe 2)                      |
| 16 août 1971      | Malaisie     | Thaïlande - Japon | 2-3   | Merdeka Tournament (tournoi amical, 1er tour, groupe 1)                      |
| 1er août 1975     | Kuala Lumpur | Thaïlande - Japon | 0-4   | Merdeka Tournament (tournoi amical, 1er tour)                                |
| 9 août 1976       | Kuala Lumpur | Thaïlande - Japon | 2-2   | Merdeka Tournament (tournoi amical, 1er tour)                                |
| 23 mai 1978       | Nagoya       | Japon - Thaïlande | 3-0   | Match amical (Coupe Kirin)                                                   |
| 27 juillet 1978   | Kuala Lumpur | Thaïlande - Japon | 0-4   | Merdeka Tournament (tournoi amical, 1er tour)                                |
| 30 juin 1979      | Kuala Lumpur | Thaïlande - Japon | 0-2   | Merdeka Tournament (tournoi amical, 1er tour)                                |
| 15 avril 1984     | Lieu inconnu | Thaïlande - Japon | 5-2   | Qualifications olympiques                                                    |
| 2 septembre 1987  | Lieu inconnu | Thaïlande - Japon | 0-0   | Qualifications olympiques                                                    |
| 26 septembre 1987 | Lieu inconnu | Japon - Thaïlande | 1-0   | Qualifications olympiques                                                    |
| 2 juin 1991       | Yamagata     | Japon - Thaïlande | 1-0   | Match amical (Coupe Kirin)                                                   |
| 8 avril 1993      | Kobe         | Japon - Thaïlande | 1-0   | Qualifications pour la Coupe du monde de football 1994 - 1er tour (Groupe F) |
| 28 avril 1993     | Dubaï        | Thaïlande - Japon | 0-1   | Qualifications pour la Coupe du monde de football 1994 - 1er tour (Groupe F) |
| 9 février 1997    | Bangkok      | Thaïlande - Japon | 1-1   | Match amical                                                                 |
| 15 mars 1997      | Bangkok      | Thaïlande - Japon | 3-1   | Match amical                                                                 |
| 10 octobre 2002   | Ulsan        | Japon - Thaïlande | 3-0   | Jeux asiatiques de 2002 (demi-finale)                                        |
| 24 juillet 2004   | Chongqing    | Thaïlande - Japon | 1-4   | Coupe d'Asie des nations 2004 - 1er tour (Groupe D)                          |
| 6 juin 2008       | Saitama      | Japon - Thaïlande | 4-1   | Qualifications pour la Coupe du monde 2010 - 4e tour (Groupe 1)              |
| 7 juin 2008       | Bangkok      | Thaïlande - Japon | 0-3   | Qualifications pour la Coupe du monde 2010 - 4e tour (Groupe 1)              |
| 6 septembre 2016  | Bangkok      | Thaïlande - Japon | 0-2   | Qualifications pour la Coupe du Monde 2018 (3e tour, groupe B)               |
| 28 mars 2017      | Saitama      | Japon - Thaïlande | 4-0   | Qualifications pour la Coupe du Monde 2018 (3e tour, groupe B)               |
| 1er janvier 2024  | Tokyo        | Japon - Thaïlande | 5-0   | Toyo Tires Cup 2024                                                          |

Bilan
Total de matchs disputés : 29
- Victoires de l'équipe du Japon :
- Matchs nuls : 6
- Victoires de l'équipe de Thaïlande : 2

### Togo
Confrontations entre le Togo et le Japon :
| Date            | Lieu   | Match        | Score | Compétition  |
| 14 octobre 2009 | Miyagi | Japon - Togo | 5-0   | Match amical |

Bilan
Total de matchs disputés : 1
- Victoire de l'équipe du Japon : 1
- Match nul : 0
- Victoire de l'équipe du Togo : 0

### Trinité-et-Tobago
Confrontations entre Trinité-et-Tobago et le Japon :
| Date        | Lieu  | Match                     | Score | Compétition  |
| 9 août 2006 | Tokyo | Japon - Trinité-et-Tobago | 2-0   | Match amical |

Bilan
Total de matchs disputés : 1
- Victoire de l'équipe du Japon : 1
- Match nul : 0
- Victoire de l'équipe de Trinité-et-Tobago : 0

### Tunisie
Confrontations entre la Tunisie et le Japon :
| Date            | Lieu  | Match           | Score | Compétition                    |
| 13 octobre 1996 | Kobe  | Japon - Tunisie | 1-0   | Match amical                   |
| 14 juin 2002    | Ōsaka | Tunisie - Japon | 0-2   | Coupe du monde 2002 (Groupe H) |
| 8 octobre 2003  | Radès | Tunisie - Japon | 0-1   | Match amical                   |
| 27 mars 2015    | Ōita  | Japon - Tunisie | 2-0   | Match amical                   |
| 14 juin 2022    | Ōsaka | Japon - Tunisie | 0-3   | Match amical                   |
| 17 octobre 2023 | Kobe  | Japon - Tunisie | 2-0   | Match amical                   |

Bilan
Total de matchs disputés : 6
- Victoire de l'équipe du Japon :
- Match nul :
- Victoire de l'équipe de Tunisie :

### Turquie
Confrontations entre la Turquie et le Japon :
| Date              | Lieu   | Match           | Score | Compétition                      |
| 15 juin 1997      | Ōsaka  | Japon - Turquie | 1-0   | Match amical (Coupe Kirin)       |
| 18 juin 2002      | Miyagi | Japon - Turquie | 0-1   | Coupe du monde 2002 - 1/8 Finale |
| 12 septembre 2023 | Genk   | Japon - Turquie | 4-2   | Match amical                     |

Bilan
Total de matchs disputés : 3
- Victoire de l'équipe du Japon : 2
- Match nul : 0
- Victoire de l'équipe de Turquie : 1

## U

### Ukraine
Confrontations entre l'Ukraine et le Japon :
| Date             | Lieu  | Match           | Score | Compétition  |
| 21 mars 2002     | Ōsaka | Japon - Ukraine | 1-0   | Match amical |
| 12 décembre 2005 | Kiev  | Ukraine - Japon | 1-0   | Match amical |

Bilan
Total de matchs disputés : 2
- Victoire de l'équipe du Japon : 1
- Match nul : 0
- Victoire de l'équipe d'Ukraine : 1

### URSS
Confrontations entre l'Union soviétique et le Japon :
| Date             | Lieu  | Match        | Score | Compétition  |
| 19 novembre 1978 | Tokyo | Japon - URSS | 1-4   | Match amical |
| 23 novembre 1978 | Tokyo | Japon - URSS | 1-4   | Match amical |
| 26 novembre 1978 | Osaka | Japon - URSS | 0-3   | Match amical |

Bilan
Total de matchs disputés : 3
- Victoires de l'équipe d'URSS : 3
- Match nul : 0
- Victoire de l'équipe du Japon : 0

### Uruguay
Confrontations entre l'Uruguay et le Japon :
|   | Date             | Lieu         | Match           | Score | Compétition               |
| - | ---------------- | ------------ | --------------- | ----- | ------------------------- |
| 1 | 26 mai 1985      | Tokyo        | Japon - Uruguay | 1-4   | Match amical              |
| 2 | 25 août 1996     | Osaka        | Japon - Uruguay | 5-3   | Match amical              |
| 3 | 28 mars 2003     | Tokyo        | Japon - Uruguay | 2-2   | Match amical              |
| 4 | 20 août 2008     | Sapporo      | Japon - Uruguay | 1-3   | Match amical              |
| 5 | 14 août 2013     | Rifu         | Japon - Uruguay | 2-4   | Match amical              |
| 6 | 5 septembre 2014 | Sapporo      | Japon - Uruguay | 0-2   | Match amical              |
| 7 | 16 octobre 2018  | Saitama      | Japon - Uruguay | 4-3   | Match amical              |
| 8 | 20 juin 2019     | Porto Alegre | Uruguay - Japon | 2-2   | Copa América 2019 (gr. C) |
| 9 | 24 mars 2023     | Tokyo        | Japon - Uruguay | 1-1   | Match amical              |

#### Bilan
Au 6 avril 2023 :
- Total de matchs disputés : 9
- Victoires de l'Uruguay : 4
- Matchs nuls : 3
- Victoires du Japon : 2
- Total de buts marqués par l'Uruguay : 24
- Total de buts marqués par le Japon : 18

## V

### Venezuela
Confrontations entre le Venezuela et le Japon :
| Date             | Lieu     | Match             | Score | Compétition  |
| 2 février 2010   | Ōita     | Japon - Venezuela | 0-0   | Match amical |
| 15 août 2012     | Sapporo  | Japon - Venezuela | 1-1   | Match amical |
| 9 septembre 2014 | Yokohama | Japon - Venezuela | 3-0   | Match amical |

Bilan
Total de matchs disputés : 3
- Victoire de l'équipe du Japon : 1
- Match nul : 2
- Victoire de l'équipe du Venezuela : 0

### Viêt Nam
Confrontations entre le Viêt Nam et le Japon :
| Date            | Lieu    | Match            | Score | Compétition                                         |
| 16 juillet 2007 | Hanoï   | Viêt Nam - Japon | 1-4   | Coupe d'Asie des nations 2007 - 1er tour (Groupe B) |
| 7 octobre 2011  | Kobe    | Japon - Viêt Nam | 1-0   | Match amical                                        |
| 29 mars 2022    | Saitama | Japon - Viêt Nam | 1-1   | Éliminatoires de la Coupe du monde de football 2022 |
| 14 janvier 2024 | Doha    | Japon - Viêt Nam | 4-2   | Coupe d'Asie des nations 2023                       |

Bilan
Total de matchs disputés : 4
- Victoire de l'équipe du Japon :
- Match nul : 1
- Victoire de l'équipe du Viêt Nam :

## Y

### Yémen
Confrontations entre le Yémen et le Japon :
| Date             | Lieu     | Match         | Score | Compétition                                                                      |
| 16 août 2006     | Niigata  | Japon - Yémen | 2-0   | Qualifications pour la Coupe d'Asie des Nations 2007 - Tour principal (Groupe A) |
| 6 septembre 2006 | Sanaa    | Yémen - Japon | 0-1   | Qualifications pour la Coupe d'Asie des Nations 2007 - Tour principal (Groupe A) |
| 20 janvier 2009  | Kumamoto | Japon - Yémen | 2-1   | Qualifications pour la Coupe d'Asie 2011 - Tour final (Groupe A)                 |
| 6 janvier 2010   | Sanaa    | Yémen - Japon | 2-3   | Qualifications pour la Coupe d'Asie 2011 - Tour final (Groupe A)                 |

Bilan
Total de matchs disputés : 4
- Victoire de l'équipe du Japon : 4
- Match nul : 0
- Victoire de l'équipe du Yémen : 0

### Yougoslavie
Confrontations entre la Yougoslavie et le Japon :
| Date             | Lieu     | Match               | Score | Compétition                |
| 28 novembre 1961 | Tokyo    | Japon - Yougoslavie | 0-1   | Match amical               |
| 26 mai 1996      | Tokyo    | Japon - Yougoslavie | 1-0   | Match amical (Coupe Kirin) |
| 3 juin 1998      | Lausanne | Yougoslavie - Japon | 1-0   | Match amical               |
| 4 juillet 2001   | Ōita     | Japon - Yougoslavie | 1-0   | Match amical (Coupe Kirin) |

Bilan
Total de matchs disputés : 4
- Victoires de l'équipe du Japon : 2
- Match nul : 0
- Victoires de l'équipe de Yougoslavie : 2